# Geografía de Michoacán
El estado de Michoacán se ubica en el occidente del territorio mexicano. Limita al norte con los estados de Guanajuato y Querétaro, al este con el Estado de México, al sur con Guerrero, al suroeste con el océano Pacífico y al noroeste con Colima y Jalisco. Cubre una superficie de 58 599 km², que representa el 3 % de la superficie total del país, por lo que ocupa el lugar número 16 en extensión entre las 32 entidades federativas de México. Se encuentra ubicado entre las coordenadas 17° 55′ y 20° 24′ de latitud norte, y las coordenadas 100° 4′ y 103° 44′ de longitud oeste.

## Geografía física

### Fisiografía y relieve
México tiene una vasta diversidad de formas del relieve que incluyen además su propia variedad de paisajes. En este sentido, su territorio se puede regionalizar en provincias fisiográficas: conjuntos estructurales de origen geológico uniforme que tienen su morfología propia. Estas provincias se dividen, además, en subprovincias diferenciadas por sus características particulares.
De modo general, el estado de Michoacán está enmarcado dentro de la provincia del Eje Neovolcánico (45,7 % de su superficie). Su origen es el resultado de la subducción de la placa de Cocos debajo de la corteza continental de México, lo que provoca que los magmas asciendan a la superficie. Esta provincia se divide en las subprovincias: Depresión de Chapala (6 %), Sierras y Bajíos Michoacanos (10,7 %), Mil Cumbres (8,4 %), Neovolcánica Tarasca (13,2 %), Escarpa Limítrofe del Sur (6,6 %) y otros (0,7 %).
Al sur del estado se encuentra la provincia de la Sierra Madre del Sur (54.3 % de su superficie). Está dividida en las subprovincias: Cordillera Costera del Sur (27 %), Depresión del Balsas (15,7 %), Depresión del Tepalcatepec (4,7 %), Costas del Sur (6,6 %) y Otros (0.3 %).
Tanto el Eje Neovolcánico como la Sierra Madre del Sur están delimitados por el terreno estrato-tectónico compuesto Guerrero, cuya formación fue el resultado de múltiples secuencias de arcos volcánicos, de diversa intensidad magmática en el Jurásico tardío hasta el Cretácico temprano, que se incorporaron a la corteza continental mexicana durante el Mesozoico.
La altitud del estado oscila entre los 0 y los 3840 m s. n. m. Las costas del sur presentan una altitud de alrededor de 0-500 m s. n. m., mientras que las cordilleras costeras del sur que les suceden se encuentran a una altitud de 1000 a 2500 m s. n. m.; en la depresión del Tepalcatepec, al norte de la subprovincia anterior, predomina una altitud de 0 a 500 m, y en la depresión del Balsas, de los 0 a los 1000 m.  Dentro del Eje Neovolcánico, la depresión de Chapala se halla principalmente entre los 1500 y los 2000 m s. n. m.; y las sierras y bajíos michoacanos oscilan entre los 1500 y los 2000 m s. n. m. —en la depresión de Cuitzeo y la depresión del Lerma— y entre los 2000 y los 2500 m s. n. m. en sus sierras. Al occidente del estado, en Mil Cumbres, se presentan altitudes que van de los 2000 a los 2500 m en sus valles, y de los 2500 a los 3500 en las serranías; en la meseta Purépecha se presenta el mismo caso que en Mil Cumbres; y en la escarpa limítrofe sur, al sur del Eje Neovolcánico, se ronda de los 500 a los 2000 metros.

#### Eje Neovolcánico
De los sectores que componen el Eje Neovolcánico, Michoacán se halla en el sector Central, cuya antigüedad se remonta a 11-17 millones de años y presenta un basamento de la era Mesozoica  relacionado con magmatismo marino y al terreno Guerrero. En este sector se encuentra el campo volcánico Michoacán-Guanajuato, que contiene alrededor de 1000 conos monogenéticos  —pequeños, de corta duración y con una sola erupción―.
Una de sus subprovincias la conforma la «Depresión de Chapala». Ésta se formó por actividad tectono-volcánica que ha ocasionado además un conjunto de fallas extensionales de orientación norte-sur y noroeste-sureste, lo que dio origen a su vez a sistemas de horst-graben; en Michoacán son parte de esta depresión la Ciénega de Chapala y los valles de Zamora y Chavinda, entre otras planicies. De la misma subprovincia se desprenden las sierras de Jalisco —que se adentran al estado—, de procedencia volcánica y tectono-volcánica, a partir de arcos magmáticos durante el Mioceno medio-tardío y el Plioceno tardío, suscitados por la interacción entre la placa Norteamericana y la placa de Cocos. Como parte de estas sierras en el estado se encuentran la sierra de Pajacuarán, al margen de la Depresión de Chapala, y las sierras de Tarecuato y San Ángel, entre el valle o rift de Cotija, uno de los tantos valles transversales de origen tectónico de las sierras.
Al norte de la entidad se localizan las «Sierras y Bajíos Michoacanos». Al occidente de esta subprovincia se encuentra la Depresión del río Lerma, de origen volcánico y estructural, cuya erosión ha formado planicies —han sido moldeadas por procesos fluviales y están rodeadas de lomeríos y montañas de idéntico origen— entre las que se encuentran los valles del Lerma, Puruándiro y de Penjamillo; se destacan además las sierras de Zirato, Penjamillo y Purépero. Al oriente, se presentan depresiones de origen volcánico, como la del Lago de Cuitzeo, la ciénega de Zacapu y el valle de Coeneo-Huaniqueo.
Al noreste del estado se encuentra la subprovincia «Mil Cumbres», un macizo creado en los sistemas estructurales de la falla mayor de Tzitzio, de orientación nornoroeste-sursureste y con una separación longitudinal en un graben al este y un semigraben al oeste, además de bloques basculados en el sur. Está también asociado con el sistema estructural Acambay-Morelia. La actividad de los dos sistemas estructurales ha propiciado el levantamiento del bloque central entre ambos, a modo de un horst con dirección noroeste-sureste con estructuras volcánicas internas que han formado las sierras de Mil Cumbres (Otzumatlán), San Andrés, Fraile, Ucareo, Angangueo y Tlalpujahua. Las planicies de Maravatío y Contepec, albergadas en la subprovincia, son de origen volcánico y estructural.

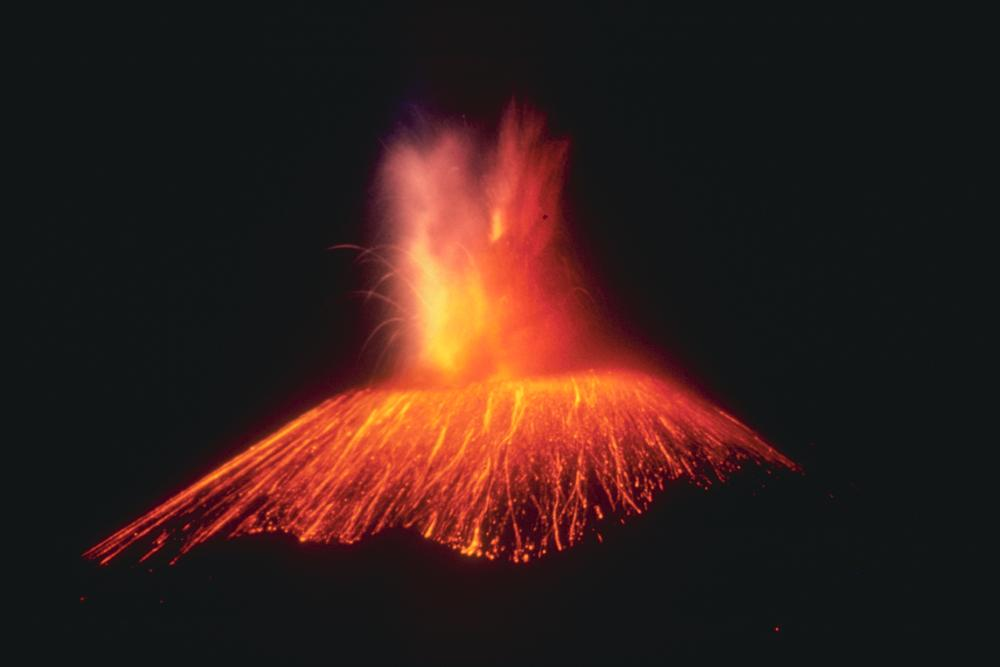
Nacimiento del volcán Paricutín en 1943.

La subprovincia «Altiplanicie Neovolcánica Tarasca», también conocida como Meseta Purépecha, es donde se ha producido la mayor actividad volcánica en el Eje Neovolcánico, al generar aparatos volcánicos monogenéticos desde el Cuaternario, como el Paricutín (1943) y El Jorullo (siglo XVIII). Los conos volcánicos en esta región han producido, debido a sus derrames de lava, grandes superficies conocidas como malpaís, así como han dado lugar a sierras como la de Comanja-Nahuatzen, Paracho, Tancítaro, Patamban, Acuitzio, del Tigre (Quiroga) y Tingambato. Los volcanes posibilitan la generación de corrientes de agua sobre los valles intermontanos, lo que ha dado lugar a lagos como el de Pátzcuro y Zirahuén, por nombrar unos ejemplos.
Entre la Meseta Purépecha y la Depresión del Tepalcatepec se encuentra una macropendiente con bastante inclinación denominada «Escarpa Limítrofe Sur».

#### Sierra Madre del Sur
La Sierra Madre del Sur es un terreno originalmente alóctono a la masa continental que conformaba México, compuesto por bloques corticales delimitados por fallas y unidades litólogicas distintas, los cuales llegan a formar terrenos tectono-estatigráficos con características específicas. La parte michoacana se enmarca dentro de lo que es el terreno Guerrero, y las subprovincias que la conforman son el resultado de procesos geológico-morfológico originados de la interacción entre la placa de Cocos y la placa continental Norteamericana, y de la reconstrucción neotéctonica de la morfoestructura paleomesozoica anterior.

El límite entre la Sierra Madre del Sur y el Eje Neovolcánico lo conforma la subprovincia «Depresión del Tepalcatepec», un área formada por una secuencia volcano-sedimentaria del Pleistoceno-Holoceno y por depósitos fluviales que proceden de la Meseta Purépecha; su relieve más abundante son las planicies con algunas rampas de piedemonte erosivo-denudativas que se encuentran en el oeste y el este de la subprovincia, así como una pequeña cantidad de montañas volcánicas en la sierra de Acahuato y conos de ceniza con derrames de lava al este.

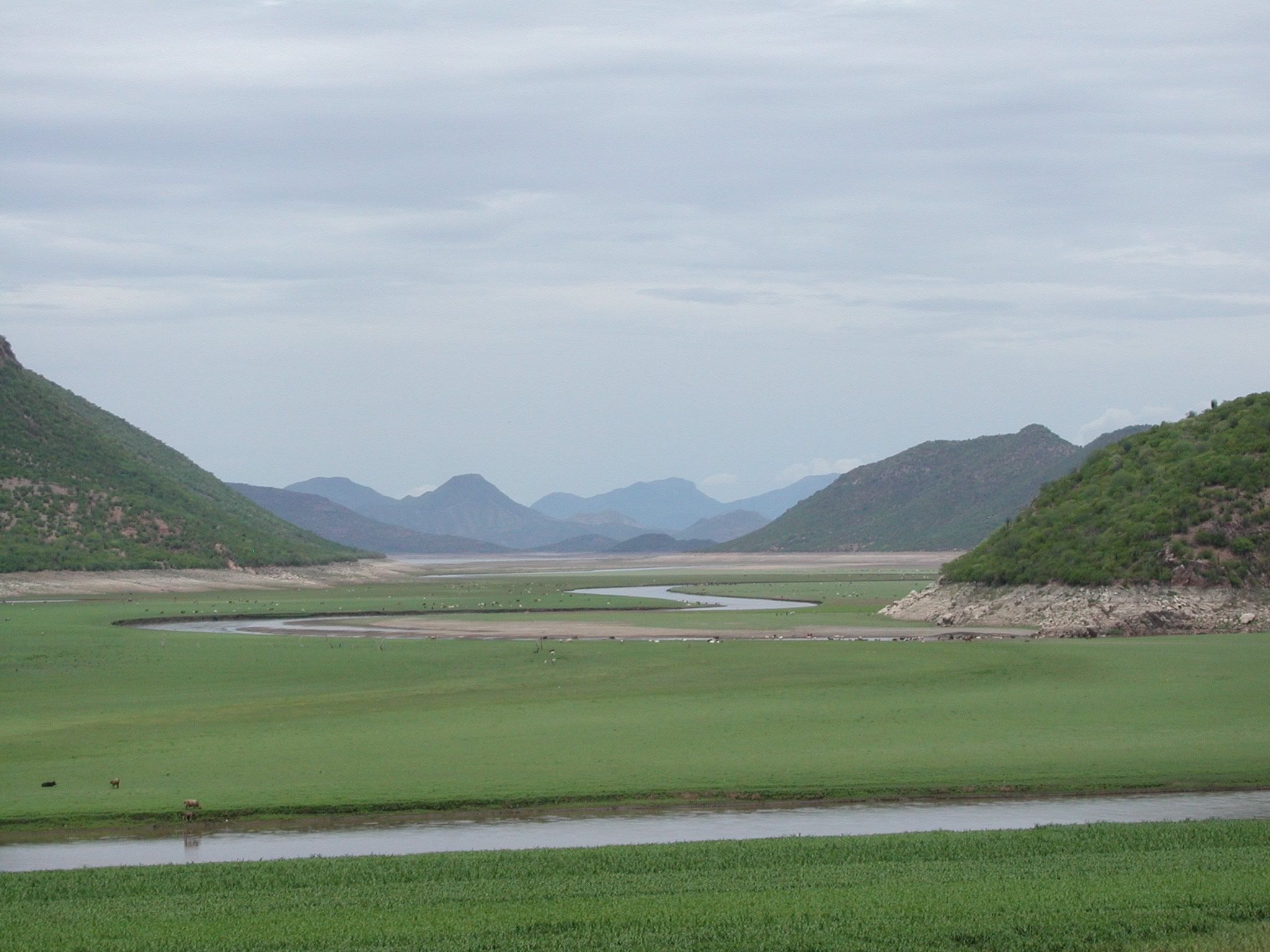
Presa Infiernillo en temporada seca.

La subprovincia «Depresión del Balsas» se encuentra al noreste de la Cordillera Costera Sur y al sur del Mil Cumbres; presenta un basamento de rocas metamórficas del Jurásico con cubertura de secuencias marinas del Cretácico generadas por un arco volcánico; y está formada de modo general por Sierras y valles intermontanos. La subprovincia se relaciona con el subterreno Zihuatanejo del terreno Guerrero: se divide al oriente en la «sucesión volcano-sedimentaria Huetamo», donde se han encontrado afloramientos de rocas metaturbidíticas precretácicas, del mismo modo que sucesiones continentales y marinas; al occidente, por otro lado, se divide en la sucesión volcano-sedimentaria Zihuatanejo-Colima. Al noroccidente de la depresión del Balsas se encuentra la formación Cutzamala, que se conforma de sucesiones de conglomerados, limolitas y areniscas, en la que se identifican facies sedimentarias, debido a depósitos fluviales y valles inundables. Su formación remonta el Paleoceno tardío. Al este de la formación Cutzamala se encuentra la sucesión Huetamo, con mesetas de aluvión, cañadas, valles y sierras del Neógeno, conformado por rocas plutónicas pertenecientes al Cretácico-Paleógeno. Al oriente de la depresión del Balsas el relieve está constituido por montañas de origen téctono-volcánico, con una rampa de piedemonte entre el municipio de Nocupétaro y el municipio de Turicato, de origen coluvial. Al centro de la depresión, se ubica el anticlinal de Tzitzio, una discordancia estatigráfica que va de norte a sur, de Mil Cumbres hasta Huetamo, y separa rocas del Mesozoico arriba de las del Cenozoico; eran materiales depositados que se plegaron y se distorsionaron entre el Triásico-Jurásico. El relieve es de origen estructuro-tectónico y predominan las montañas. Al sur de la megaforma del Balsas se localiza la formación San Lucas, una sucesión marina de turbiditas al sur y de conglomerados, lutitas y areniscas al norte; rodea el anticlinal de Tzitzio y en la formación se encuentra una falla de norte-sur.
Al sur de la depresión del Tepalcatepec se encuentran las «Cordilleras Costeras del Sur», las cuales están relacionadas con el terreno Guerrero, resultado de la subducción de la placa de Cocos por debajo de Norteamericana que formó elementos morfotectónicos en el borde del continente, debido a la ausencia de subducción de porciones menos densas, que crecen y se deforman al transcurrir los años. En esta zona el único subterreno entre los que se divide el terreno Guerrero que se encuentra en Michoacán es el subterreno Zihuatanejo. En la parte occidental de las Cordilleras Costeras del Sur y parte de este subterreno se encuentra el Complejo litológico Arteaga, formado por turbiditas distales depositadas en lo que habrían sido las profundidades marinas, y se encuentran en él un sistema de fallas que orientan el sistema de montañas, la sierra de Coalcomán y la sierra de Arteaga, ambos de origen estructural —a causa de la tectónica—. Al noroccidente de la subprovincia se encuentra la falla de Tamazula, de rumbo noroeste-suroeste, y el relieve del área se relaciona con la dinámica de la tectónica y la convergencia entre las placas norteamericana y las placas de Cocos y de Rivera; por lo común son montañas de origen volcánico y tectónico-volcánico. Al oriente de la subprovincia se encuentra la zona volcánica más grande de la Sierra Madre del Sur y un sistema de fallas con dirección noroeste-sureste.

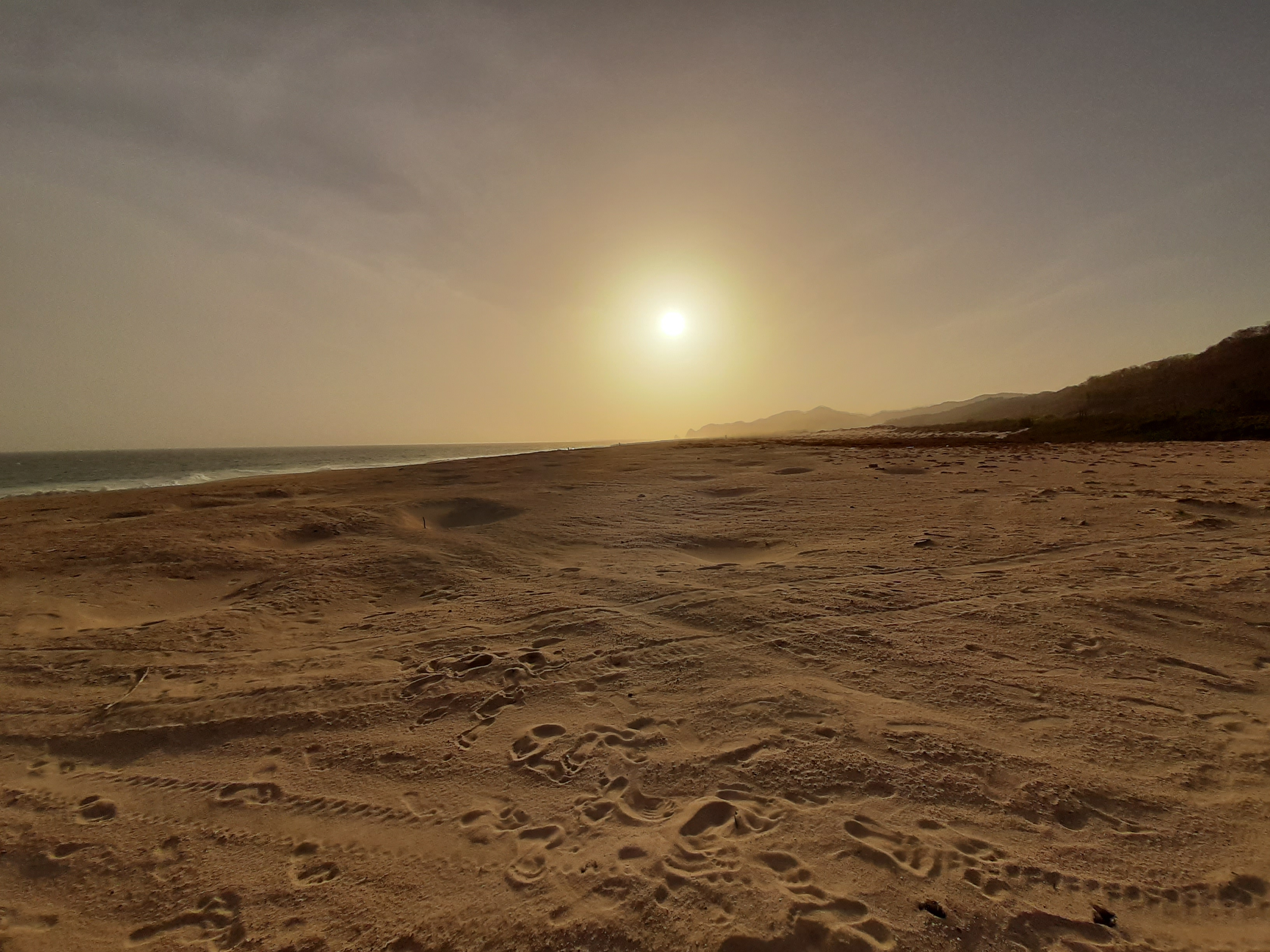
Playa de Colola, Aquila.

La subprovincia «Costas del Sur» se conforma principalmente por planicies de origen estructural con depósitos aluviales y fluviales marinos.  Al este del rift de Colima se hallan llanuras costeras angostas formadas entre el Cretácico y el Neógeno, entre las que se encuentran planicies costeras conformadas por depósitos eólicos marinos, donde en algunos casos se forman campos de dunas. Al norte de la subprovincia se encuentran las sierras de Aquila, Maquilí, Cachán y la Parota, originadas por el plegamiento de rocas a partir de la subducción de la placa oceánica, lo que da lugar a anticlinales y sinclinales. Sus pendientes son fuertes y con amplia disección, por lo que le suceden procesos erosivos-denudativos. Debido a la subducción de la placa de Cocos existe una alta sismicidad en la subprovincia. Al este se hallan secuencias de rocas vulcano-sedimentarias de la era Mesozoica compuestas por aglomerados y derrames andesítico-basáltico. Debido a la compresión generada se generan fallas de dirección este-oeste. Hacia el municipio de Lázaro Cárdenas existen planicies de formación tectónica y tectóno-volcánica en el borde costero. Se presentan llanuras costeras onduladas conformadas entre el Mioceno y el Plioceno. También hay compresión en el área, dando a lugar fallas y rocas metamórficas con mucha deformación que se prolongan a Guerrero.

### Edafología y uso de suelo
Los suelos que conforman la entidad son los siguientes:
- Fluvisol (0,93 %): es un tipo de suelo productivo formado con materiales aluviales aportados por corrientes de agua.[33] Se localiza en las cercanías del río Tepalcatepec y al sureste del lago de Cuitzeo.
- Leptosol (19,53 %): es un suelo muy superficial formado sobre roca o áreas pedregosas.[33] Tiene presencia en el centro-sur del entidad.
- Luvisol (17,71 %): es un tipo de suelo rojizo que se forma en zonas llanas y con climas con estación seca y húmeda, producto de la acumulación de arcillas.[34] Está repartido por todo el estado.
- Phaeozem (11,10 %): es un suelo fértil oscuro, rico en materia orgánica.[35] Tiene concentraciones en toda la superficie de la entidad.
- Regosol (12,66 %): es un suelo conformado por materiales no consolidados, asentado en pendientes agudas.[33] Presenta mayor concentración en el oriente y sur del estado.
- Vertisol (15,61 %): es un tipo de suelo muy fértil de color oscuro, con 30 % o más de arcilla, al que se le suele generar grietas en temporada seca.[36] Es predominante en la región Lerma-Chapala, centro-norte de la Región Bajío y el occidente de la Escarpa Limítrofe Sur.
- Andosol (13,68 %): es un suelo fértil y oscuro, formado a partir de rocas volcánicas.[33] Se encuentra en los bosques del Eje Neovolcánico.
- Cambisol (2,80 %): es un suelo fértil con cambios de arcilla y color entre sus capas.[37] Tiene presencia en toda la entidad.
- Otros (5,98 %).

El suelo aprovechado en Michoacán principalmente está dedicado a la agricultura de temporal (11,13 % de la superficie); le siguen en uso el pastizal (9,69 %), la agricultura de riego (7,89 %), los cultivos perennes (7,20 %) y los asentamientos humanos (1,5 %).

### Hidrología e Hidrografía
Michoacán cuenta con 249 km de litoral (2 % del litoral nacional) junto al océano Pacífico, de donde ingresa mayor cantidad de humedad al estado, aunque también, y en menor medida, del golfo de México.
El territorio michoacano está enmarcado por dos de las tres cuencas más importantes de México, a saber: la cuenca del Lerma-Chapala-Santiago y la cuenca del Balsas.

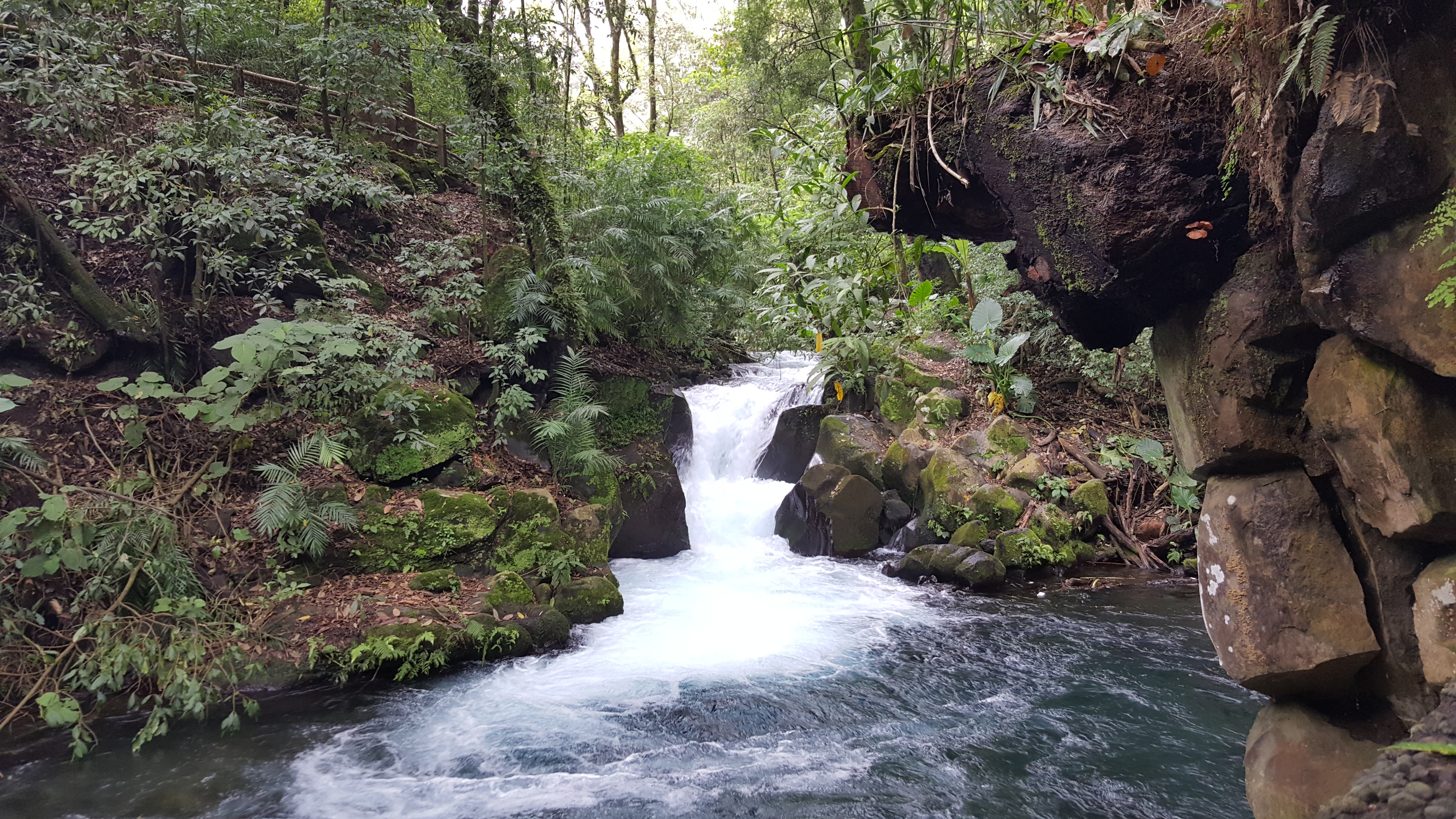
Río Cupatitzio.

Las dos corrientes principales del estado son el río Balsas, que tiene como afluentes al Cutzamala, Cupatitzio, El Marqués, Tacámbaro y Tepalcatepec; y el río Lerma, que tiene como tributarios al Duero y al Angulo. Además, presenta otras corrientes significativas como los ríos Acalpican, Acaten, Acúmbaro, Cajones, Chiquito, Coahuayana, Coalcomán, Guacamacato, Nexpa-Aguililla, Purungueo-Grande, San Diego-Carácuaro, Toscano (Chula), Turicato, Tuxpan, entre otros.
En Michoacán los masas de agua se dividen geológicamente en tectónicas, vulcanotectónicas, cratéricas y artificiales. Además, constituyen el 1,8 % de su superficie.
Los cuerpos de agua tectónicos estatales datan de la época geológica del Mioceno tardío al Plioceno temprano, debido a fallamientos que formaron depresiones. De este tipo, se distinguen el lago de Cuitzeo, el lago de Chapala y la ciénega de Zacapu, que anteriormente fueron lagos más extensos. Tan es así que en algún momento las masas de agua de Cuitzeo y Zacapu se conectaban (o se separaban) debido a procesos tectono-volcánicos. Entre el lago de Chapala y el de Cuitzeo, por otra parte, se hallaban hace cuatro millones de años varios espejos de agua establecidos en un sistema de fallas este-oeste. Debido al drenado que se ha hecho del lago de Cuitzeo para el uso agrícola se ha disminuido su nivel, lo que contribuye a su desertificación, como ocurrió con la ciénega de Zacapu. Otros lagos de este tipo, como el de Colesio, se han ido desvaneciendo completamente a partir de la década de los 70.
En cuanto a los cuerpos de agua vulcano-tectónicos en la entidad, sus orígenes se hallan en la generación de aparatos volcánicos en la Meseta Purépecha que provocaron que el agua se acumulara, junto con la participación de procesos de fallamiento y actividad sísmica. Los lagos de Pátzcuaro y de Zirahuén son ejemplos de este tipo de masas acuáticas.
Los lagos cratéricos —o axalapascos— son los que se encuentran dentro de conos volcánicos; en Michoacán destacan La Alberca de Zacapu, La Alberca de Teremendo y La Alberca de Tacámbaro.
En cuanto a las presas que se encuentran en el estado, de las 118  las que poseen más relevancia son las presas Adolfo López Mateo (Infiernillo),  Aristeo Mercado, Cointzio, El Arco, El Bosque, Gonzalo, Mata de Pinos, San Juanico (en Cotija), Tepuxtepec, de Queréndaro (Agua Azul) y Zicuirán.

### Climatología
La temperatura promedio anual del estado es de 20 °C; la temperatura mínima promedio es de alrededor de 8 °C, y se presenta en enero, mientras que la temperatura máxima promedio es de 31 °C, entre abril y mayo.
La temporada de lluvias se presenta durante verano y otoño —con carácter monzónico—, debido a la irrupción de masas de aire húmedas y cálidas que se originan principalmente en el Pacífico, además de los ciclones tropicales. En la parte sur de este océano se origina el fenómeno climático de «El Niño», que es un aumento de la temperatura del mismo, lo cual ocasiona un aumento en la precipitación invernal en la entidad.
La precipitación media anual oscila entre los 850 mm. La menor precipitación se encuentra en la depresión del Tepalcatepec (menor a 600 mm anuales), a causa de la sombra orográfica de la Sierra Madre del Sur; mientras que la mayor precipitación se presenta en las zonas aledañas a Uruapan (hasta 1600 mm), puesto que del corte labrado por el río Balsas fluyen masas de aire marino que transportan humedad a esa parte del Eje Neovolcánico.
La Sierra Madre del Sur tiene un impacto en la temperatura del estado, dando origen principalmente a las condiciones climáticas de Tierra Caliente, dado que cuando el aire sube por la vertiente de barlovento que apunta al Pacífico, éste se enfría (10 °C/km), y cuando se satura —es decir, contiene todo el vapor de agua que puede retener— el vapor comienza a condersarse, formando nubes, lo que genera la liberación del calor latente; en la ladera de sotavento de esta sierra, el aire baja ya sin saturación, lo que provoca que se caliente y se presenten las altas temperaturas de la depresión del Tepalcatepec.
Los cuerpos de agua más importantes son una fuente primordial de humedad, por lo que alrededor de ellos se originan microclimas.

Climas siguiendo la clasificación de Köppen-Geiger:

Mapa de Michoacán con la Clasificación Climática Köppen-Geiger.

- Tropical de sabana (Aw): clima tropical con estación seca; cálido, sin temperaturas medias menores a 18 °C.[53] Es predominante en la Escarpa Limítrofe Sur, la depresión del Balsas y la Sierra Madre del Sur.
- Semiárido cálido (BSh): clima seco con inviernos suaves y con veranos de cálidos a muy cálidos; la precipitación es escasa.[53] Se halla casi en su totalidad en la depresión del Tepalcatepec.
- Oceánico templado (Cfb): clima templado húmedo sin estación seca; el verano es fresco al no superarse en el mes más cálido los 22 °C.[53] Se localiza en el sureste del municipio de Coalcomán de Vázquez Pallares.
- Subtropical húmedo con estación seca (Cwa): clima templado con estación seca; el verano es caluroso al superarse en el mes más cálido los 22 °C.[53] Es predominante en la depresión del Lerma y la depresión de Chapala.
- Templado con invierno seco (Cwb): clima templado con invierno seco; el verano es fresco al no superarse en el mes más cálido los 22 °C.[53] Se encuentra en las zonas del Eje Neovolcánico mayores a 1900 m. s. n. m.
- Mediterráneo típico (Csa): clima templado con verano seco; el verano es caluroso al superarse en el mes más cálido los 22 °C.[53]
- Mediterráneo oceánico (Csb): clima templado con verano seco; el verano es fresco al no superarse en el mes más cálido los 22 °C.[53] Se localiza en el municipio de Coalcomán de Vázquez Pallares casi en su totalidad.

El sistema climático de Köppen fue diseñado para determinar climas tomando en cuenta la latitud sobre la que se extienden, sin embargo, los cambios climáticos en México también se deben a la altitud, que varía considerablemente. Es por ese motivo que García modificó la clasificación subdividiendo los climas propuestos por Köppen para que correspondieran con variables particulares del clima mexicano.
Los climas de Michoacán siguiendo la modificación de García (2004) son los siguientes:

Mapa climático de Michoacán de acuerdo con la adaptación de García.

- A(w) - Cálido subhúmedo con lluvias en verano (34,08 %).
- ACm - Semicálido húmedo con abundantes lluvias en verano (0,51 %). Semicálido del grupo A con lluvias monzónicas de verano
- ACw - Semicálido subhúmedo con lluvias en verano (20,60 %).
- C(m) - Templado húmedo con abundantes lluvias en verano (0,83 %).
- C(w) - Templado subhúmedo con abundantes lluvias en verano (28,19 %).
- C(E)(m) - Semifrío húmedo con abundantes lluvias en verano (0,26 %).
- C(E)(w) - Semifrío subhúmedo con lluvias en verano (0,24 %).
- BS1(h') - Semiseco muy cálido y cálido (10,59 %).
- BS(h') - Seco muy cálido y cálido (4,70 %).

De las diferencias que se encuentran entre esta modificación y la clasificación de Köppen, las más notorias son la adición del clima «seco muy cálido y cálido», que se localiza en la zona más baja de Tierra Caliente, así como de los climas «templado húmedo» y «semifrío húmedo», principalmente entre los municipios de Nuevo Parangaricutiro, Tancítaro, Tingambato, Uruapan, Ziracuaretiro.

### Ambiente

#### Flora
Cada cobertura está clasificada como «vegetación primaria», que es una forma de cobertura poco modificada; o como «vegetación secundaria», que es la misma forma de cobertura pero modificada en varios grados, aunque sin cambio en el uso del suelo. Al año 2019, la vegetación primaria se conformaba por selvas bajas caducifolias, que constituían el 18,52 % de la cobertura en Michoacán; le seguían el bosque de pino-encino, con 6,81 %; el bosque de pino, con 3,34 %; el bosque de encino, con 7,1 %; la selva mediana caducifolia; con 1,34 %; y el bosque de oyamel, con 0,73 % de la superficie. Además, el popal-tular abarcaba 85,18 km²; el bosque mesófilo, 57,31 km²; el manglar, 15,61 km², etc. La vegetación secundaria estaba constituida por selvas bajas caducifolias, que representaban el 10,98 % del territorio estatal; el bosque de pino-encino, el 5,58 %; el bosque de encino, el 3,87 %; el bosque de pino, 2,15 %; la selva mediana caducifolia, el 1,14 %, etc. Una descripción de este tipo de vegetaciones se presenta a continuación: 

##### Bosque de coníferas

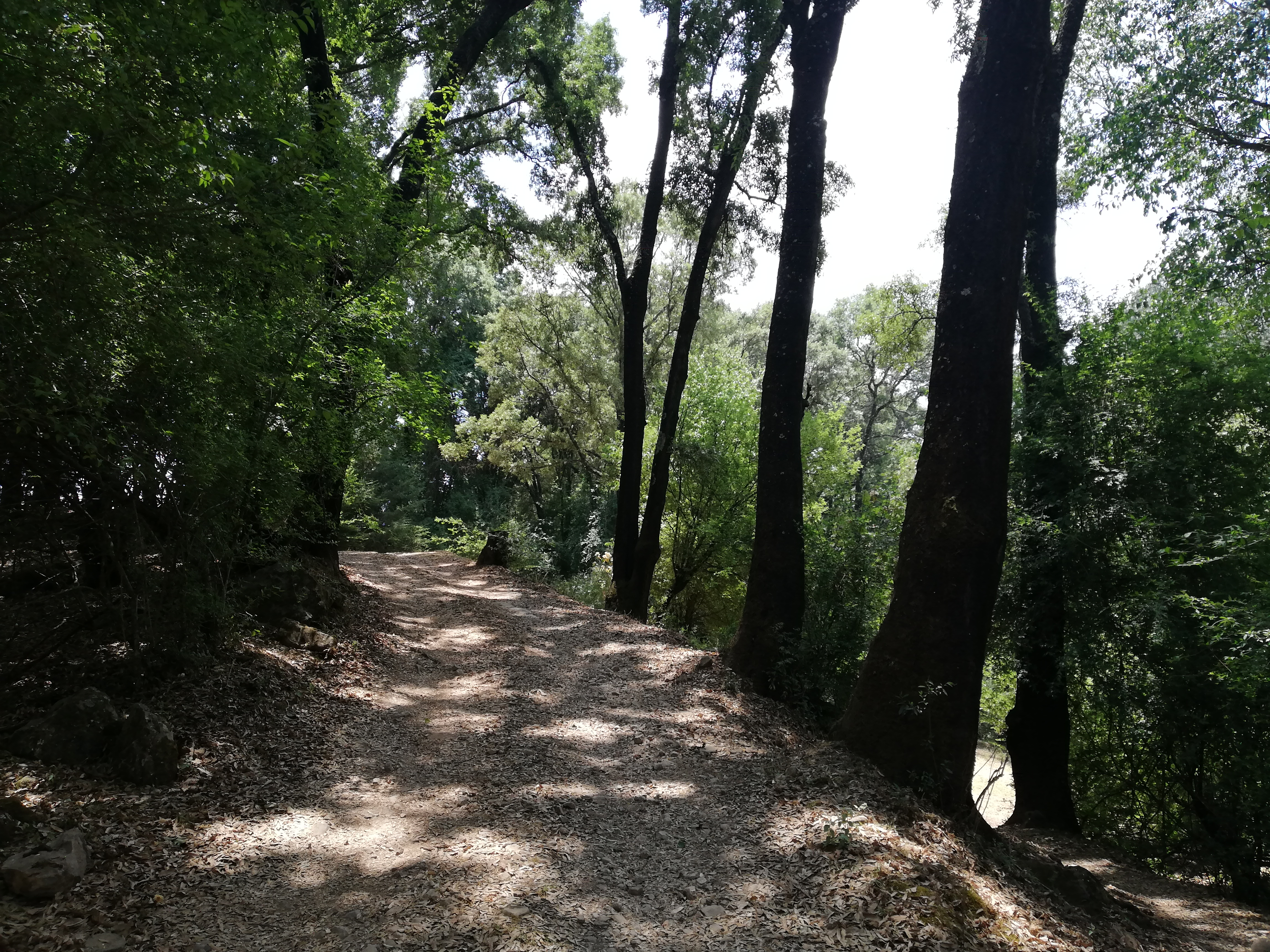
Bosque de coníferas en Áporo.

Se localiza en regiones templadas, principalmente en las sierras de la Sierra Madre del Sur y del Eje Neovolcánico; en el estado se encuentran bosques de pino, oyamel y cedro blanco.

###### Bosque de pino o pino-encino
Se encuentra en las porciones de mayor altitud o en las regiones de transición con zonas más tropicales en las que se presenta una precipitación media anual de entre 650-1100 mm y una altitud de hasta 3850 m, como en el norte de la entidad. En las zonas más altas se hallan comunidades principalmente de Pinus hartwegii; en altitudes más bajas, P. montezumae y P. pseudostrobus; en zonas de transición (1400-1600 m s. n. m.) predominan P. oocarpa y P. pringlei; y en la región templada del sur de Michoacán, se presenta además P. herrerae. Aunque en sus masas más puras es frecuente encontrar madroños (Arbutus), generamente se incorporan diferentes tipos de encinos (Quercus).

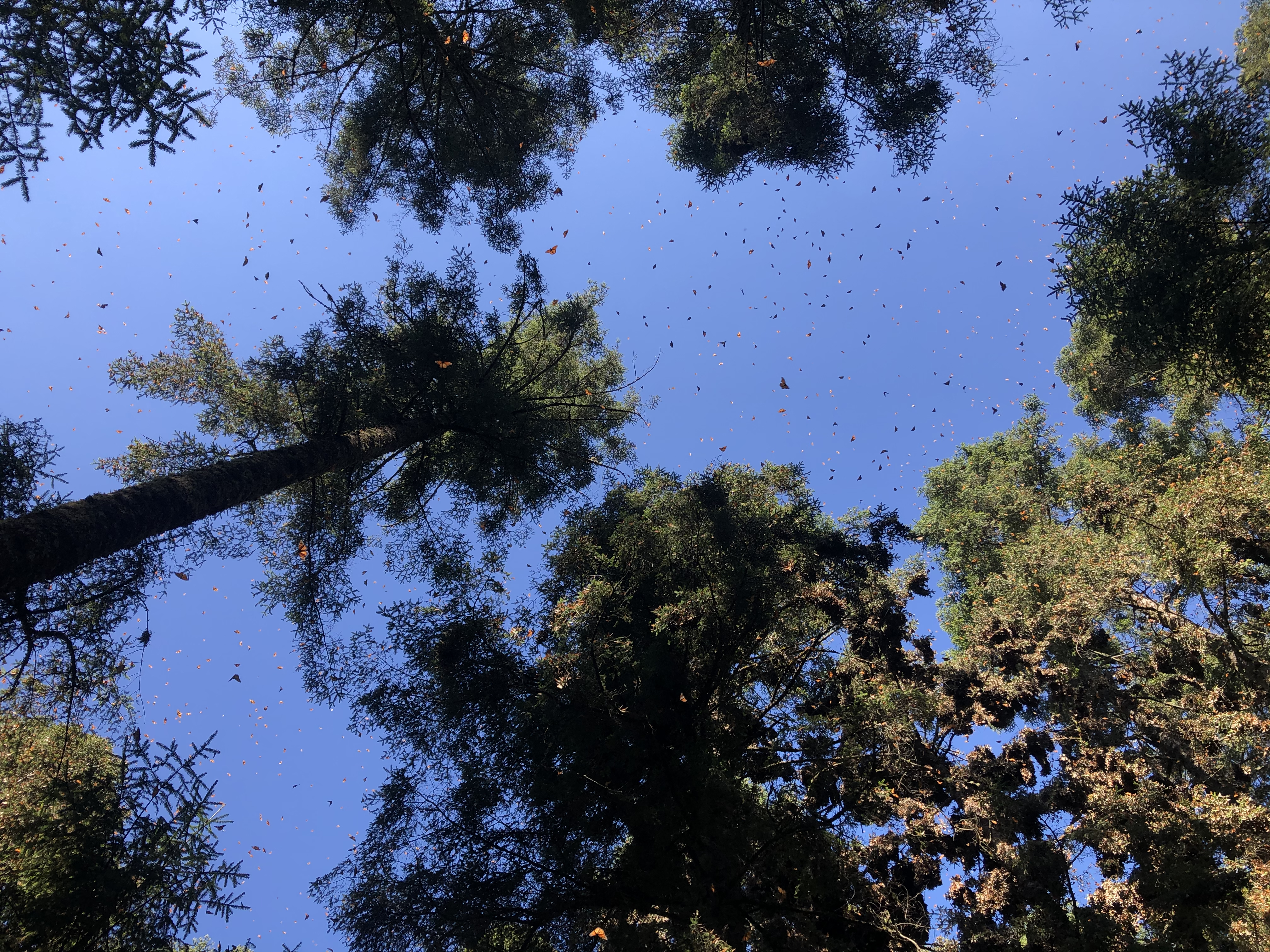
Bosque de oyamel en la reserva de la biosfera de la Mariposa Monarca.

###### Bosques de oyamel
También conocidos como abietales, se localizan en zonas templadas o semifrías con elevada humedad y con una precipitación media anual mayor a 1000 mm, principalmente en el nororiente del estado (donde hiberna la mariposa monarca), en Mil Cumbres y en el pico de Tancítaro, aunque existe también cierta presencia en la sierra de Coalcomán. La comunidad dominante es Abies religiosa y regularmente son poblaciones puras, aunque a veces se integra con los pinos.

###### Bosque de cedro blanco
Se halla en zonas templadas de altitud aproximada de 3000 m y con precipitación promedio por encima de los 1000 mm al año, predominantemente en los municipios de Angangueo y Tlalpujahua y en algunas regiones altas de la sierra de Coalcomán, por la localidad de Dos Aguas. La comunidad vegetal dominante es el cedro blanco (Cupressus lucitanica), pero a veces se encuentra asociado con pinos, en su mayoría P. pseudotrobus, o con encinos.

##### Bosque de encino
Este tipo de bosque se concentra en climas templados y cálidos/tropicales, cuya precipitación promedio varía entre los 600-1200 mm anuales; aunque regularmente residen en altitudes de 300-3000 m s. n. m., es más probable encontrarlos entre los 1000 y 2500 m debido a que se desarrollan mejor a esta altitud, primordialmente en las dos regiones montañosas del estado —Eje Neovolcánico y Sierra Madre del Sur— hasta sus serranías de más baja altitud. Los elementos dominantes son los encinos (Quercus), aunque bien se pueden encontrar comunidades mezcladas con pinos y en menor medida con oyameles (del tipo Abies religiosa).

##### Bosque mesófilo

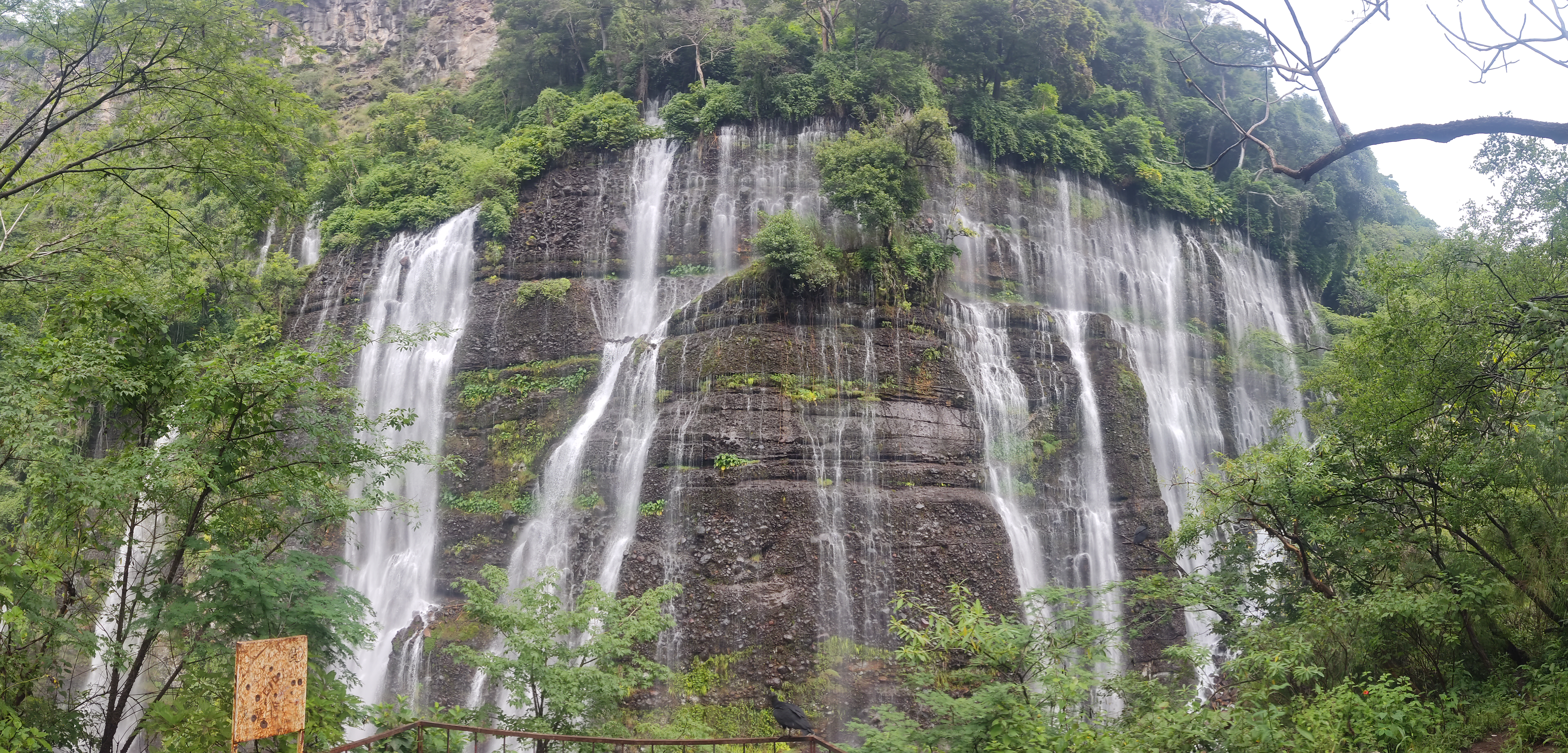
Chorros del Varal, municipio de Los Reyes.

Se presenta en climas templados y semicálidos donde la precipitación media anual oscila entre los 1000-1500 mm, usualmente en barrancas profundas que protegen la vegetación del sol y los vientos, motivo por el cual se retiene la humedad, un rasgo característico de este tipo de bosques. Este tipo de vegetación contiene una gran variedad de flores, plantas epífitas y trepadoras, y se encuentran especies tales como flor de tila (Ternstroemia lineata), guardalagua (Cornus disciflora), jaboncillo (Clethra mexicana), moralillo (Carpinus caroliniana), sirimo (tila mexicana), palo blanco (Cleyera integrifolia), entre otros, que pueden convivir con algunas especies de pinos y encinos.

##### Bosque tropical caducifolio
También conocido como selva baja caducifolia, este tipo de bosque está distribuido en regiones con climas cálidos y secos que llegan hasta los 2000 metros de altitud y cuya precipitación media se encuentra entre los 500 a los 1000 milímetros, en mayor medida, en lo que es la depresión del Balsas, en las zonas bajas de la Sierra Madre del Sur y en algunos reductos del bajío michoacano, donde la vegetación primaria se ha ido sustituyendo por matorrales subtropicales y zonas agrícolas. Las especies de la comunidad vegetal son mayormente caducifolias durante la temporada seca y entre ellas se encuentran copales (Bursera), cuachalalate (Amphipteryngium adstringens), chupandía (Cyrtocarpa procera), clavellina (Pseudobombax ellipticum), cuitaz (Lysiloma divaricatum), espino (Caesalpinia cacalaco), pochote (Ceiba aesculifolia), tepehuaje (Lysiloma acapulcense), iguanero (Caesalpinia eriostachys).

##### Matorral subtropical
Próximo al bosque tropical caducifolio y también caducifolio, esta vegetación se desarrolla en climas templados a cálidos en los que precipitación medial ronde entre los 500 y 950 mm al año, a una altitud que va desde los 1700-2300 m, motivo por el cual se distribuye en el centro-norte de la entidad, especialmente en zonas poco accidentadas. Entre las especies de esta comunidad vegetal, es común encontrar copales y papelillos (Bursera), cuáquil (Celtis caudata), huizache (Acacia farnesiana), nogalillo (Cedrela dugesii), palo bobo (Ipomoea murucoides), parotilla (Albizia plurijuga), tepame (Acacia pennatula), zapote blanco (Casimiroa edulis), etc.

##### Bosque espinoso
Más húmedo que el matorral xerófilo, el bosque espinoso suele desarrollarse en zonas donde también se presenta el bosque tropical caducifolio, sólo que, de un modo más concreto, el primero suele situarse en zonas más secas —donde la precipitación promedio anual no ronda más allá de 500 mm— con suelos más profundos, mientras que el segundo es más común encontrarlo en las laderas de los cerros o en suelos más someros. En la entidad esta comunidad se localiza en Tierra Caliente, sobre todo en las zonas más bajas de la depresión del Balsas y en los suelos aluviales de la depresión del Tepalcatepec, aunque es posible que en las regiones más planas del norte-noroeste se haya encontrado un bosque espinoso compuesto principalmente por mezquites (Prosopis laevigata), no obstante, es difícil reconocerlo como una comunidad vegetativa individual debido al cambio de uso del suelo. Entre las especies pertenecientes al bosque espinoso se encuentran plantas espinosas y leguminosas como: palo verde (Cercidium praecox), cascalote (Caesalpinia coriaria), cucharillo (Acacia cochliacantha), cuindora (Acacia macilenta), guamúchil (Pithecellobium dulce), huizaches (Mimosa arenosa, M. rosei), mezquite (Prosopis laevigata), quiebrafierro (Caesalpinia platyloba), entre otras.

##### Bosque tropical subcaducifolio
Intermedio entre el bosque tropical perennifolio y el bosque tropical caducifolio, esta comunidad vegetativa posee varios componentes que no defolian o bien lo hacen por un periodo corto de tiempo, pero a pesar de ello la mayoría de la vegetación es caducifolia. Se desarrolla en zonas con clima cálido subhúmedo donde la precipitación media oscila entre los 950 y 1300 mm anuales, generalmente a no más de 1300 m. s. n. m., dentro barrancas o sitios cerrados, aunque bien se puede ser encontrado en sitios abiertos donde haya suficiente humedad en el suelo. En la entidad esta vegetación está distribuida cerca del litoral, en las cañadas orientadas al pacífico de la Sierra Madre del Sur y, en menor medida, en la depresión del Balsas; y constituida por especies como ceiba (Ceiba pentandra), cuirinda (Licania arborea), culebro (Astronium graveolens), palo María (Calophylum brasiliense), palo mulato (Bursera simaruba), palo yugo (Tabebuia rosea), parota (Enterolobium cyclocarpum), uje (Brosimum alicastrum), etc.

##### Vegetación acuática y subacuática

###### Tular y carrizal
Generalmente encontrados al norte del estado, imperan en los tulares especies como Cyperus laevigatus, Cyperus niger, Scirpus americanus, Scirpus validus y Typha domingensis, aunque esta última especie puede hallarse también en zonas cercanas al litoral; los carrizales, en cambio, están conformados por carrizos de los géneros Arundo y Phragmites. En ambas comunidades vegetativas se desarrollan además especies de los géneros Berula, Eleocharis, Hydrocotyle, Sagittaria y Suaeda.

###### Bosque de galería

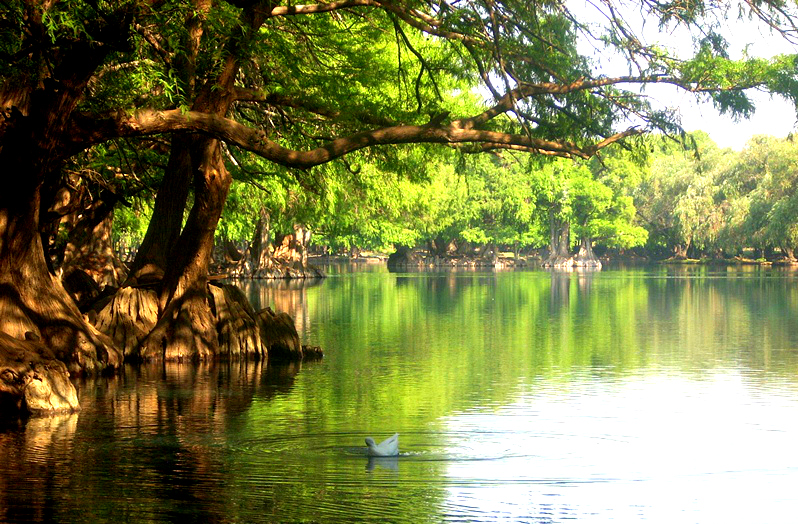
Lago de Camécuaro, en el municipio de Tangancícuaro. Se ha constituido gracias a los más de mil trecientos manantiales que nacen en el lugar, lo que ha permitido el desarrollo de un bosque de galería en sus alrededores.

Este tipo de comunidad vegetativa crece alrededor de corrientes de agua que son permanentes o sobre suelos donde los acuíferos están a poca profundidad y se compone principalmente por árboles caducifolios como fresnos (Fraxinus uhdei), sauces (Salix bonplandiana) y ahuehuetes (Taxodium mucronatum); si bien, en zonas templadas se acompañan de ailes (Alnus), en zonas cálidas (en la depresión del Balsas o cercano al litoral) se encuentran asociados con ahuejotes (Astianthus viminalis), amates (Ficus), sauces criollos (Salix humboldtiana), granjenos (Celtis iguanaea), entre otras especies.

###### Manglar
Los manglares se desarrollan en pantanos de agua salada con poco oleaje, particularmente en las costas con clima cálido subhúmedo. La especie más común es el mangle rojo (Rhizophora mangle), el cual se encuentra acompañado a veces con mangle blanco (Laguncularia racemosa); en zonas donde el nivel del mar es bajo es común la presencia de masas puras de mangle prieto (Avicennia germinans). En general, esta comunidad vegetativa se asocia con otras especies, como el botoncillo (Conocarpus erectus) y el manzanillo (Hippomane mancinella).

#### Fauna
En los bosques michoacanos es común encontrarse aguilillas cola roja (Buteo jamaicensis), búhos cornudos (Bubo virginianus), cacomixtles (Bassariscus), coyotes (Canis latrans), mariposas monarcas (Danaus plexippus), pájaros carpinteros (Picidae), ratones de campo (Apodemus sylvaticus), tlalcoyotes (Taxidea taxus), y zorrillos (Mephitidae); en la selva seca se hallan especies como la culebra parda (Storeria storerioides), lagartija de collar (Sceloporus torquatus), mapache (Procyon) y ranita arborícola (Litoria caerulea), la víbora de cascabel (Crotalus durissus), entre otras; mientras que en la costa se puede dar con garzas (Ardeidae), langostas (Palinurus elephas), pelícanos (Pelecanus), tiburones (Selachimorpha) y tortugas caguamas (Caretta caretta), una especie en peligro de extinción. 
- Flora y fauna de Michoacán [72]

Flora y fauna de Michoacán '
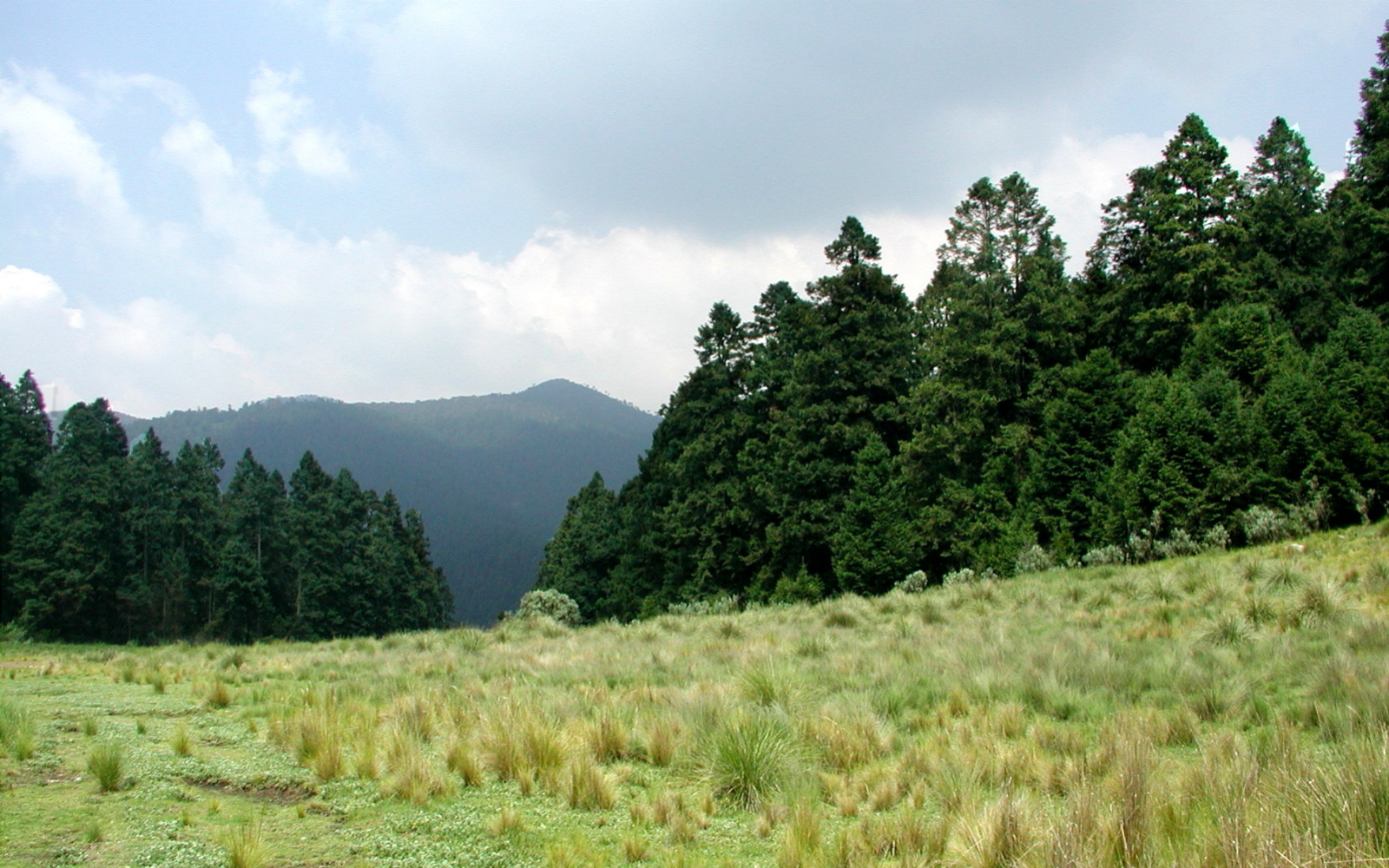
Abies religiosa
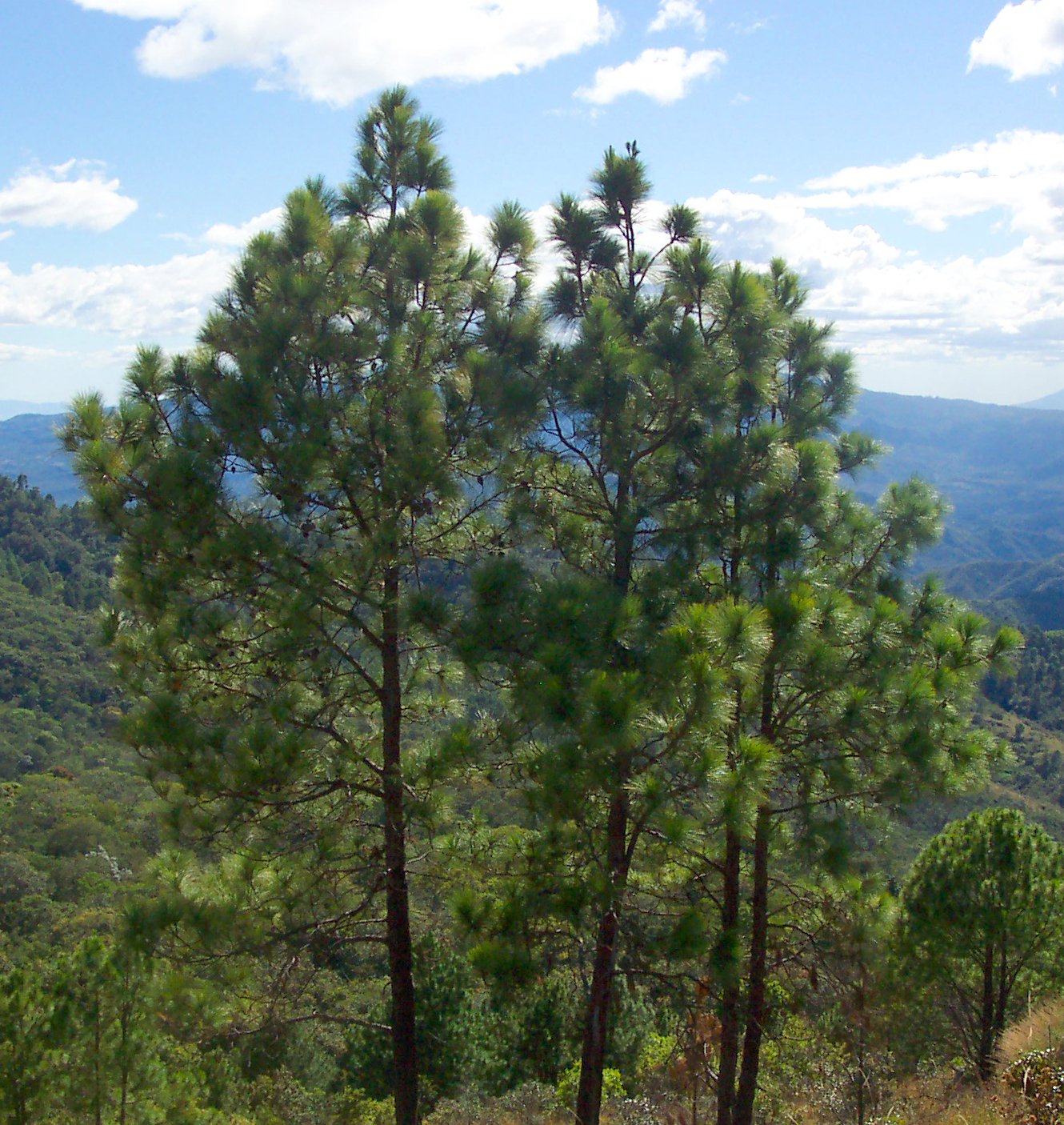
Pinus oocarpa
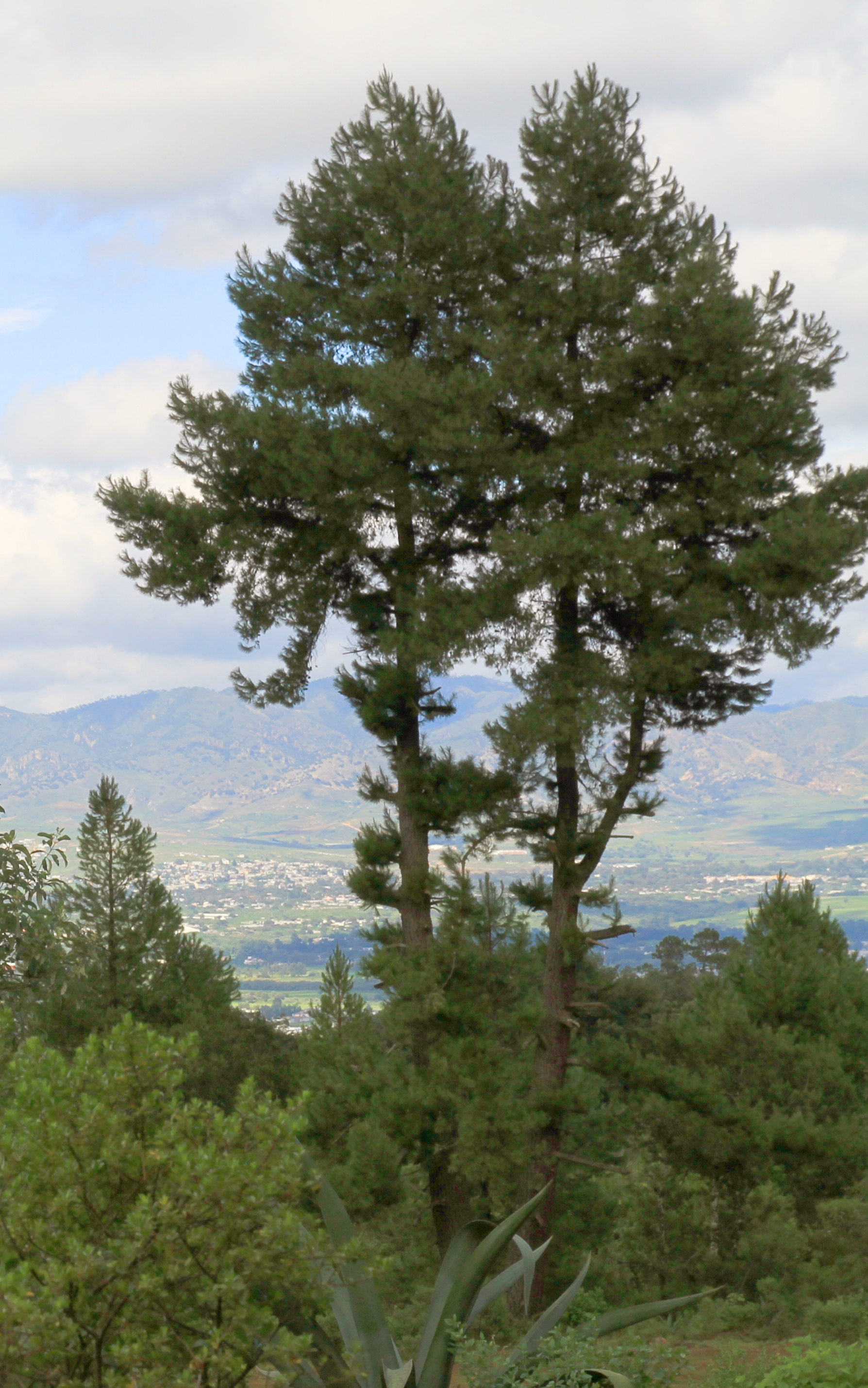
Pinus leiophylla
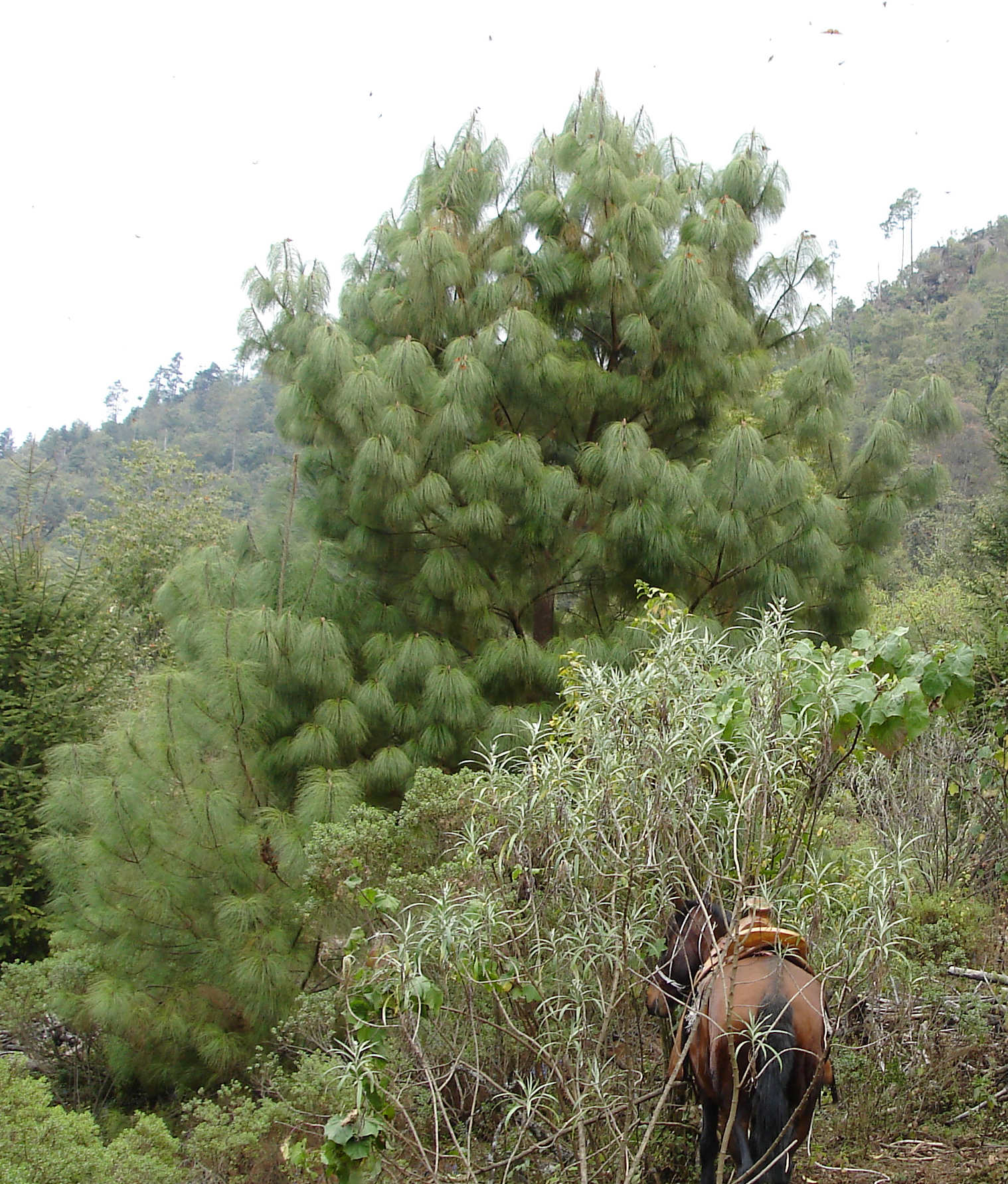
Pinus pseudostrobus
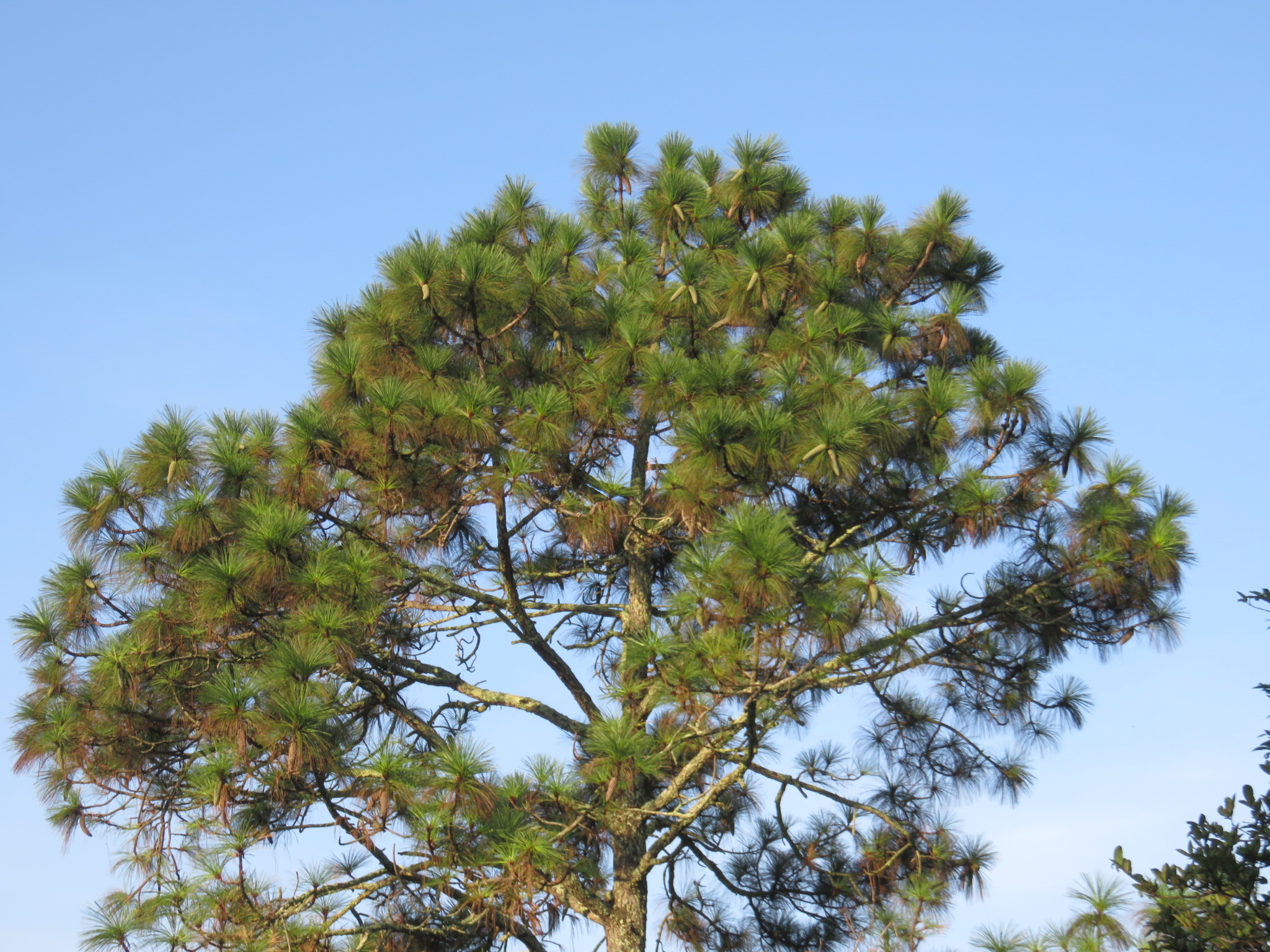
Pinus michoacana
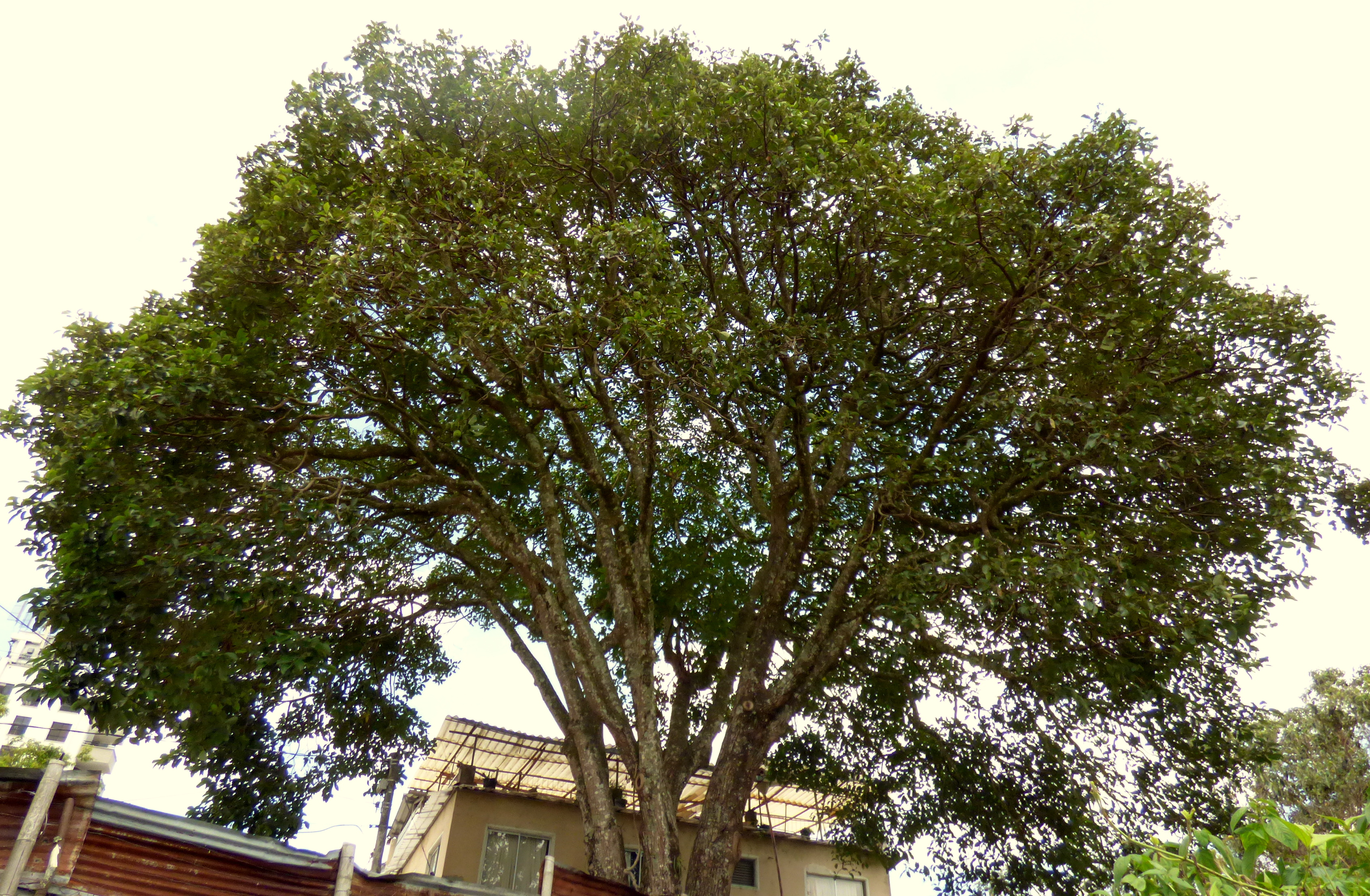
Persea americana
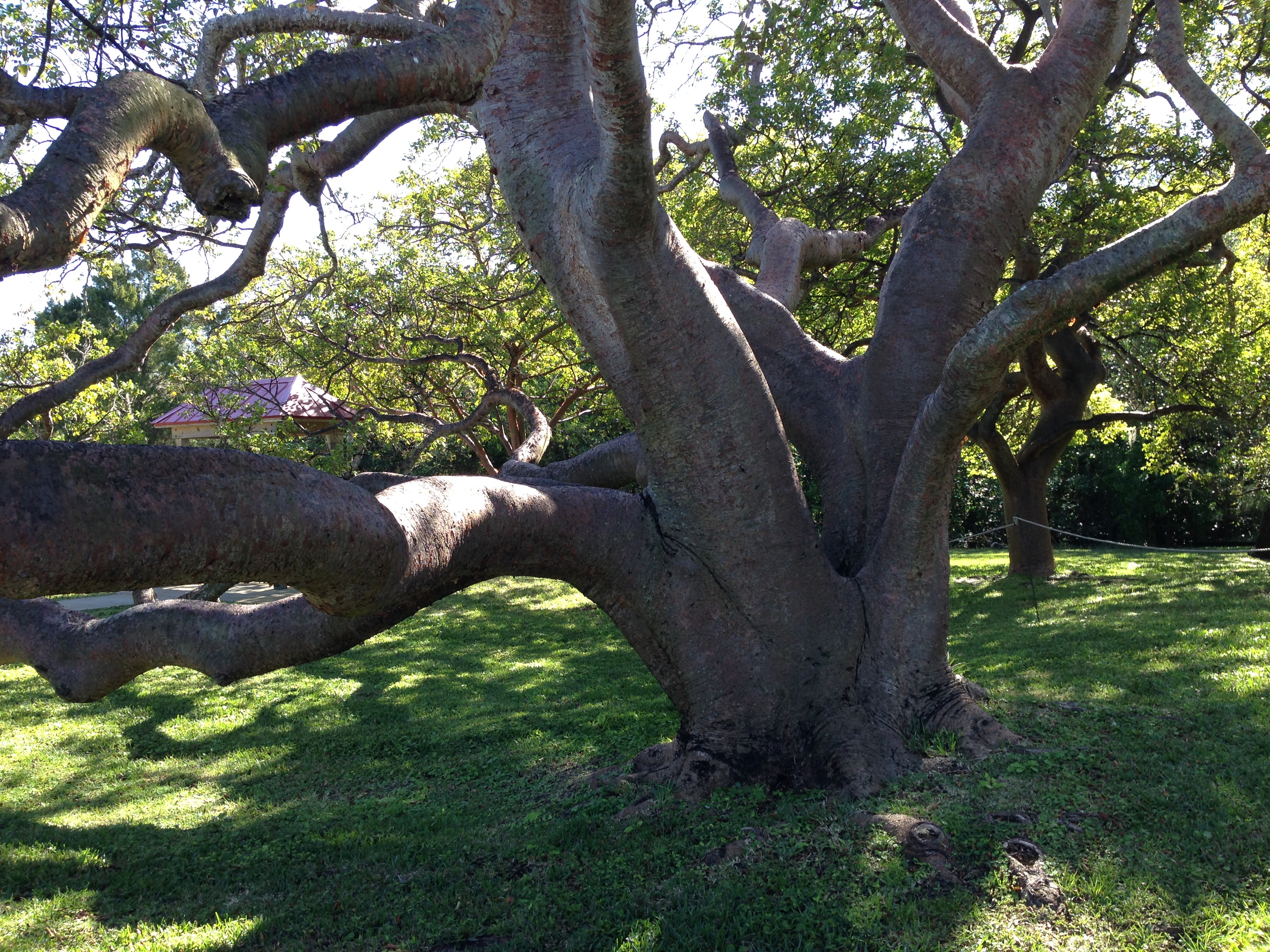
Bursera simaruba
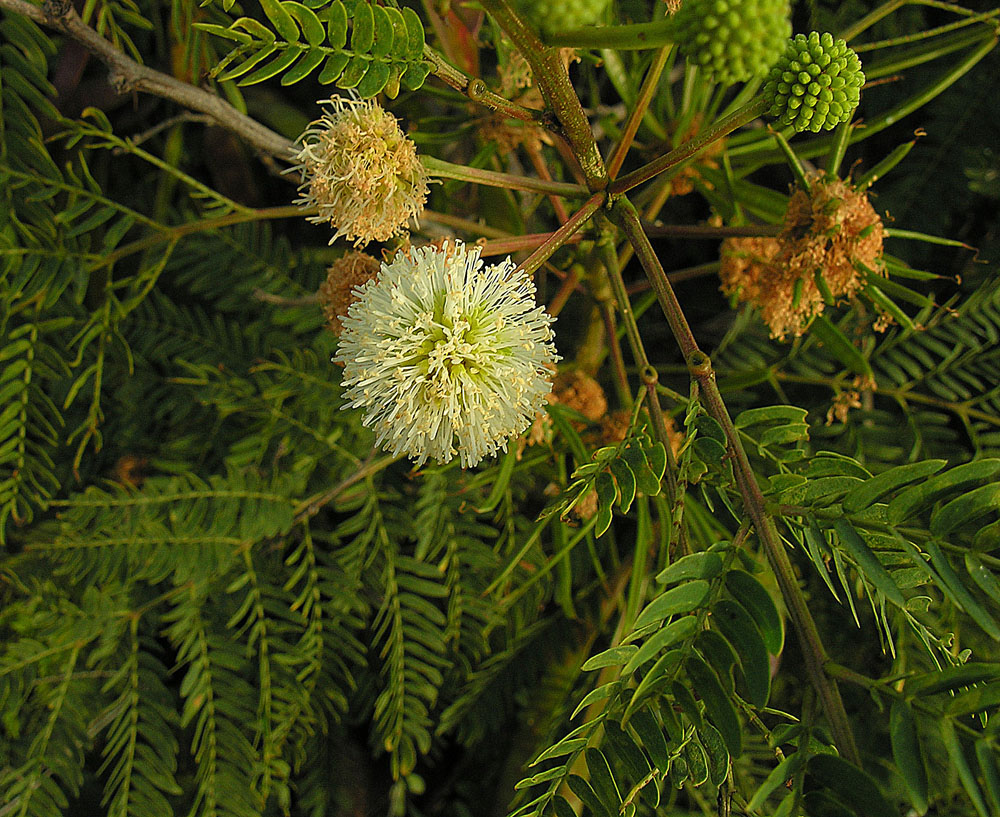
Lysiloma divaricatum
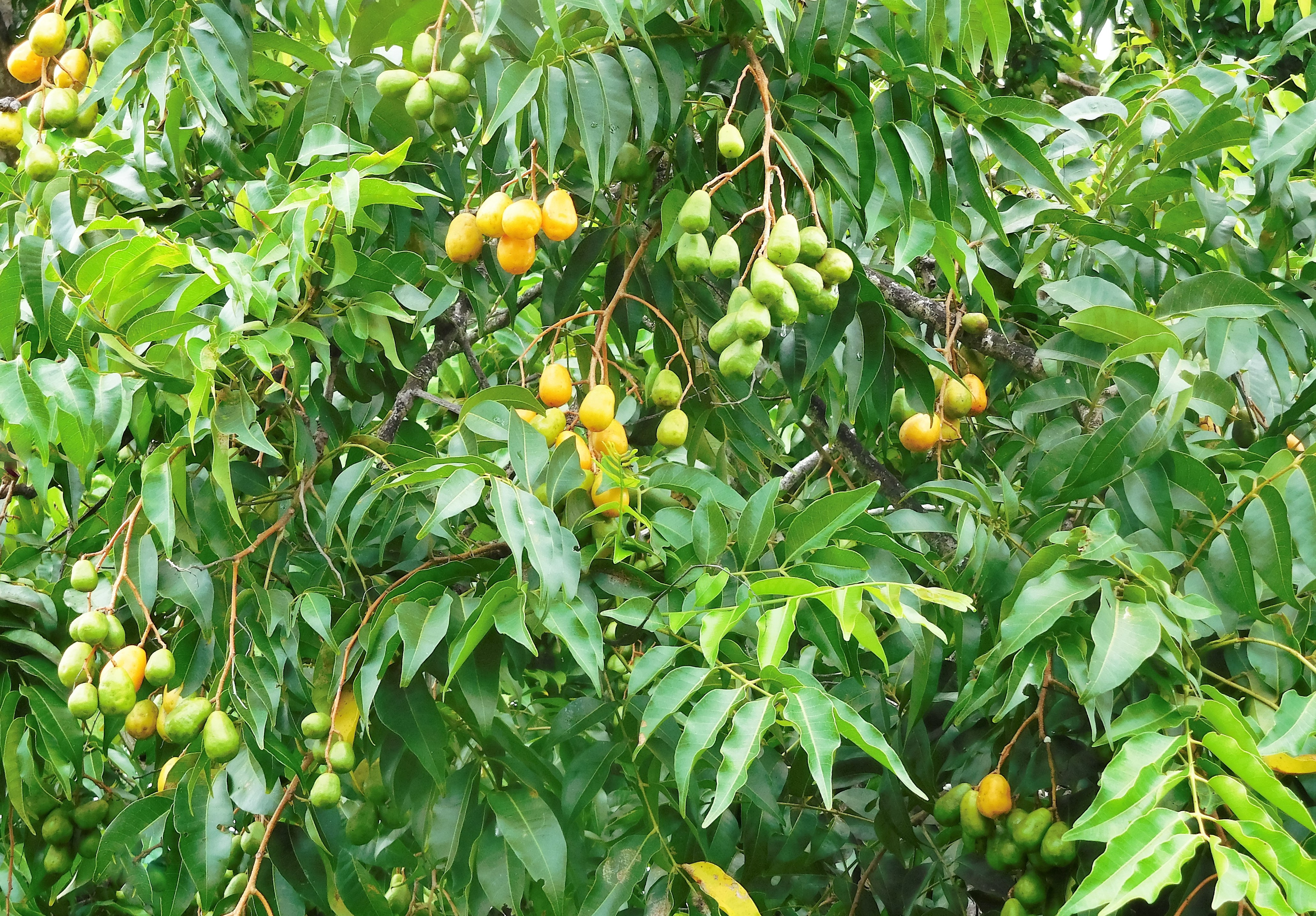
Spondias mombin
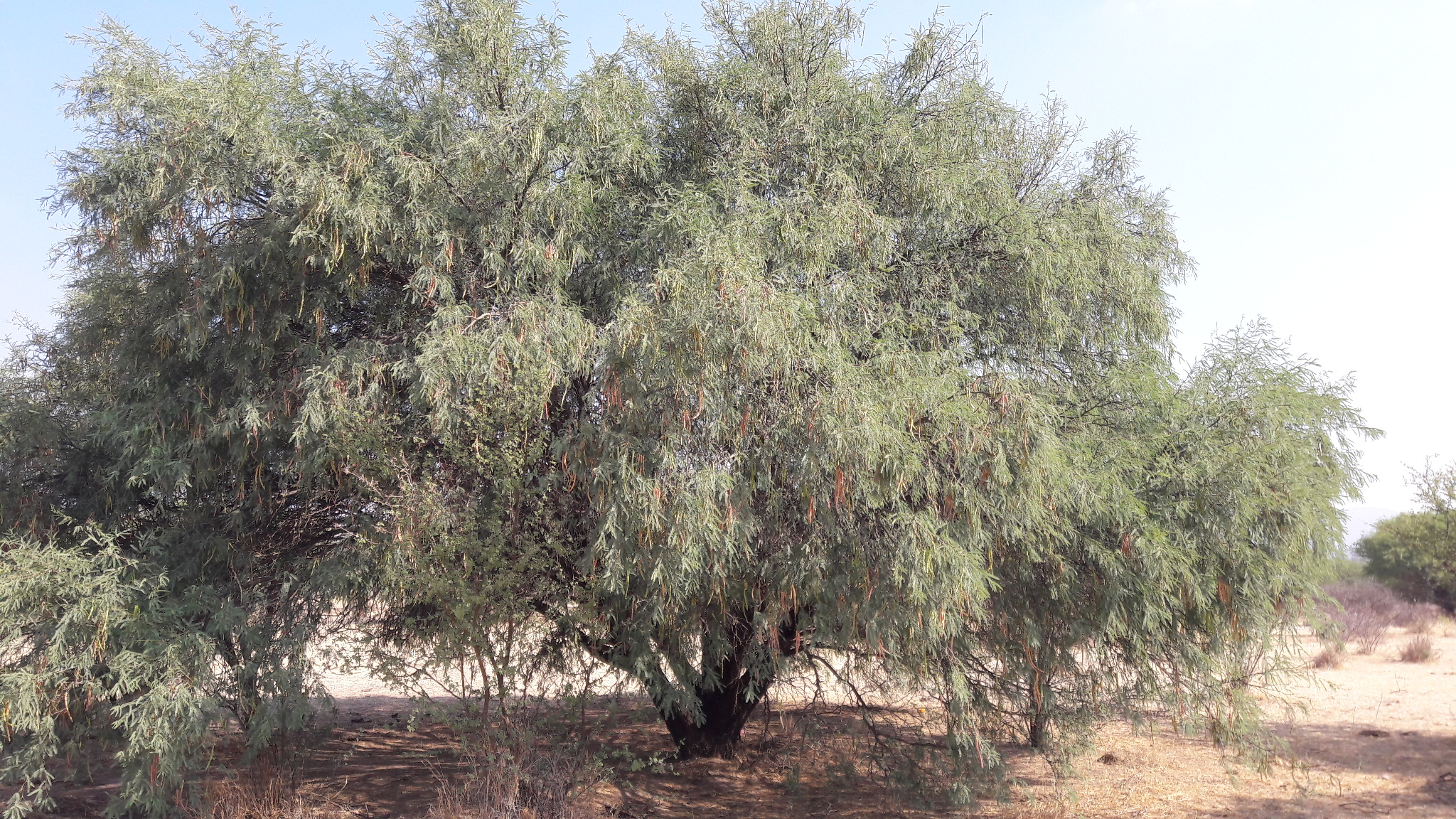
Prosopis laevigata
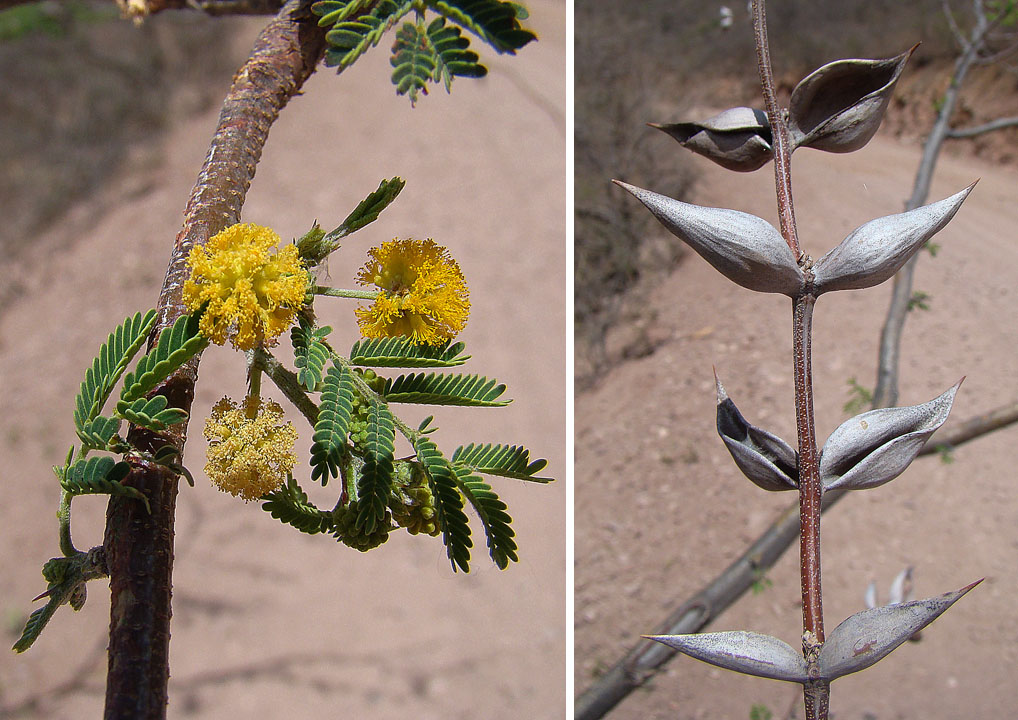
Acacia cochliacantha
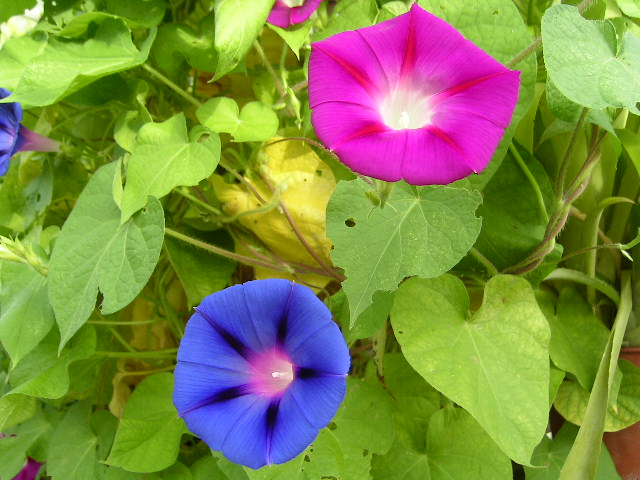
Ipomoea spp.
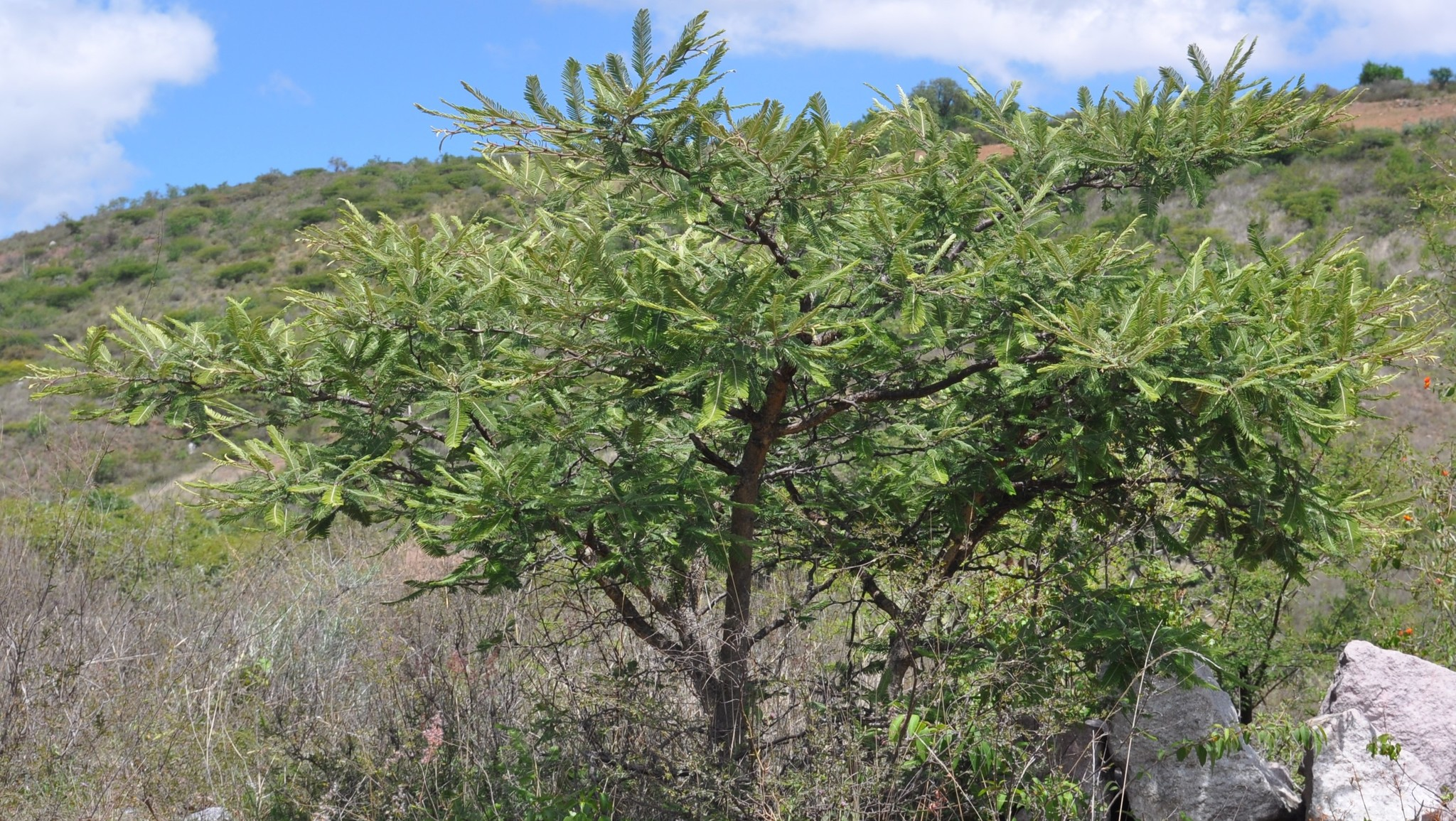
Vachellia pennatula
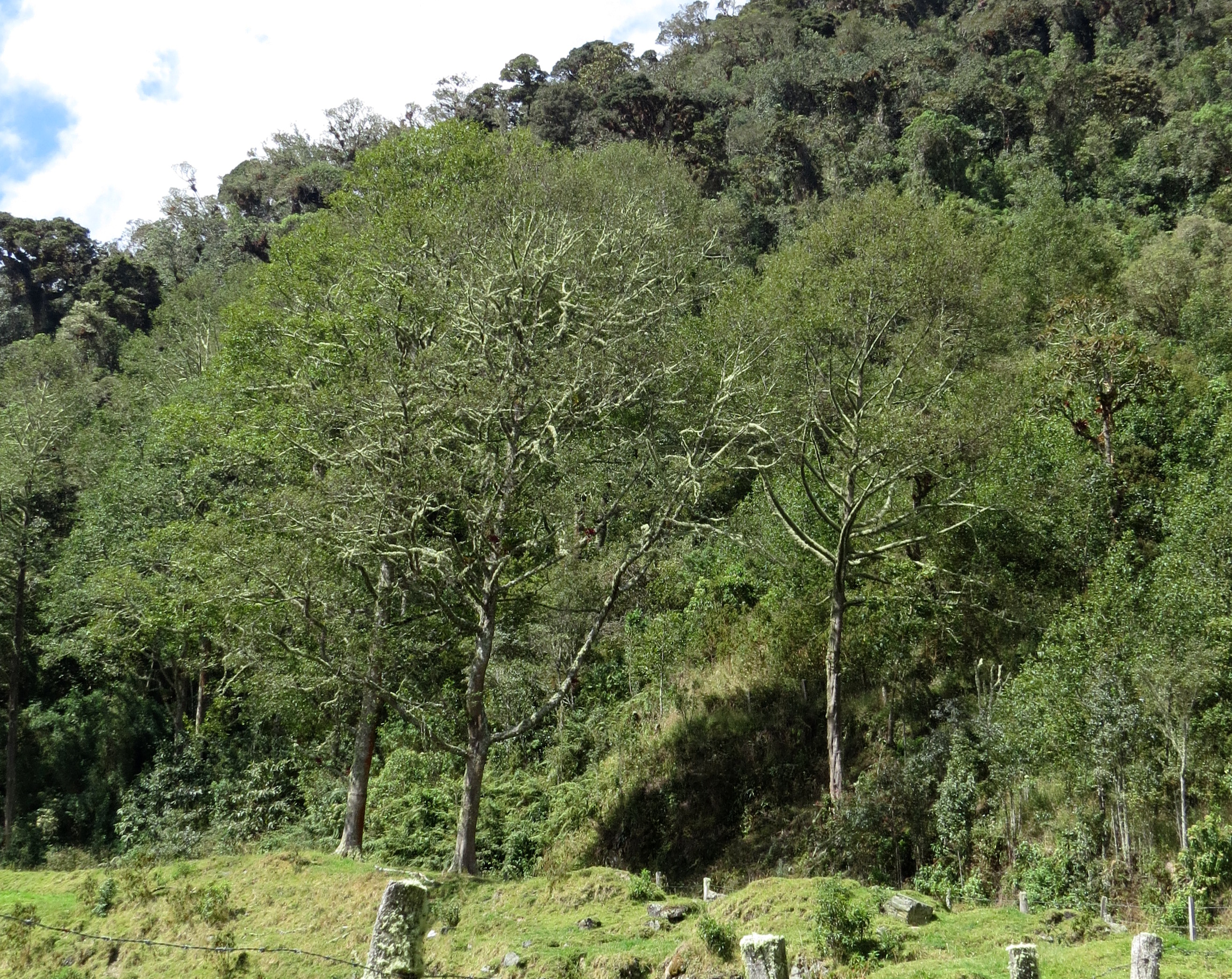
Alnus jorullensis
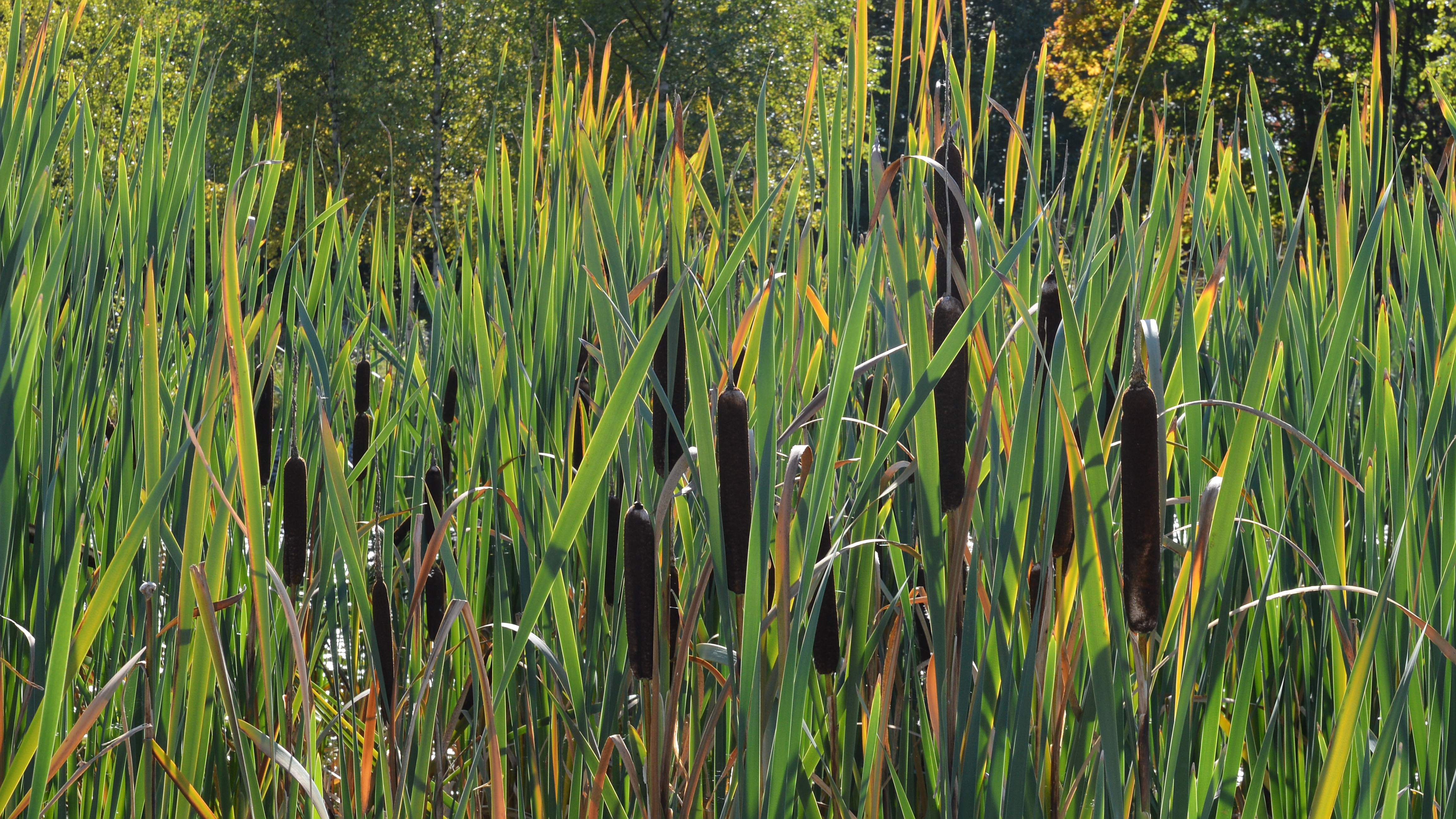
Typha latifolia
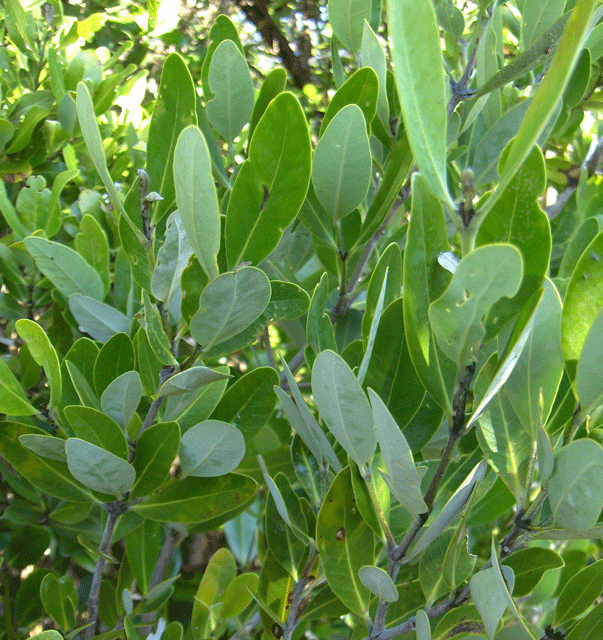
Laguncularia racemosa
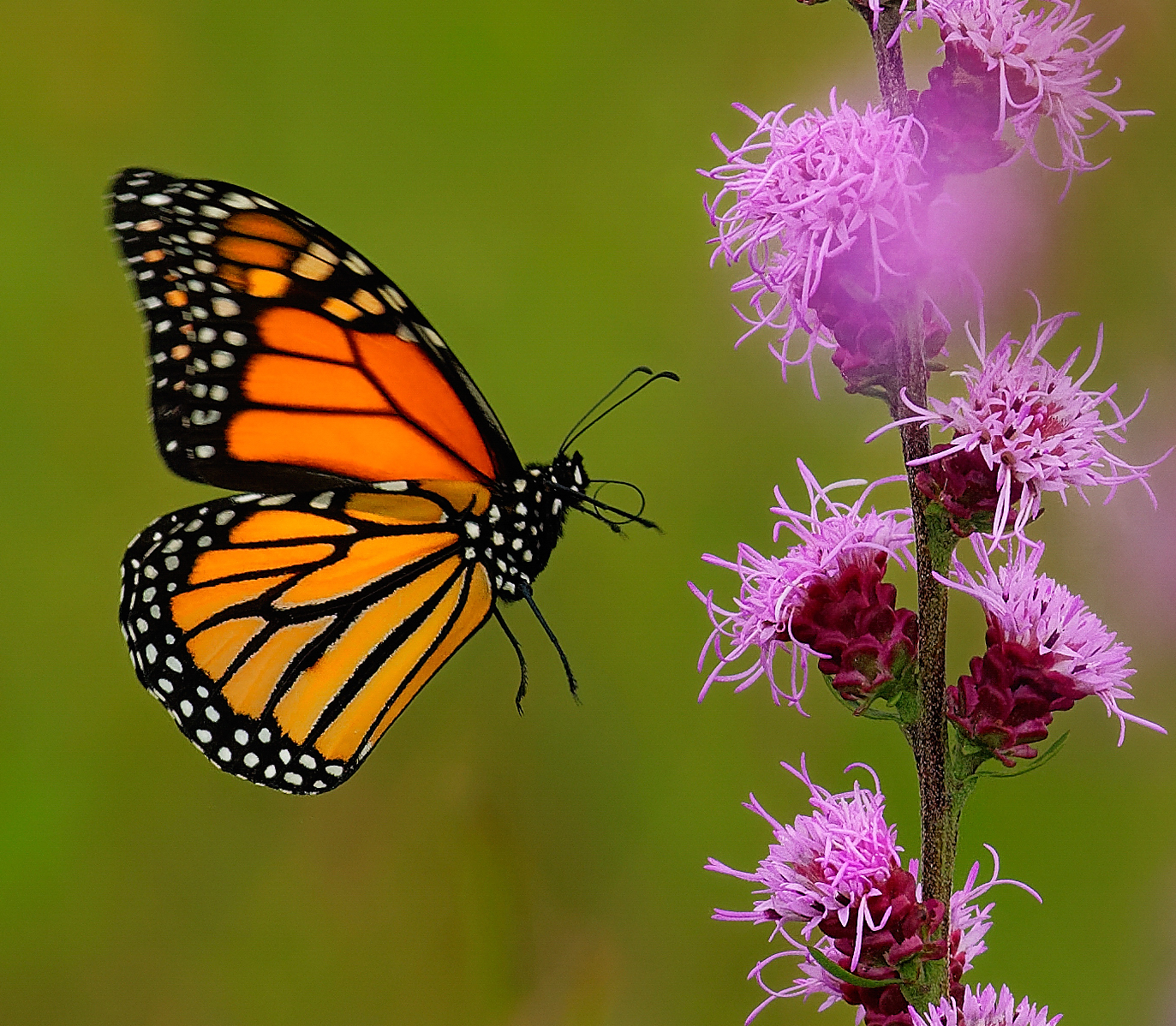
Danaus plexippus
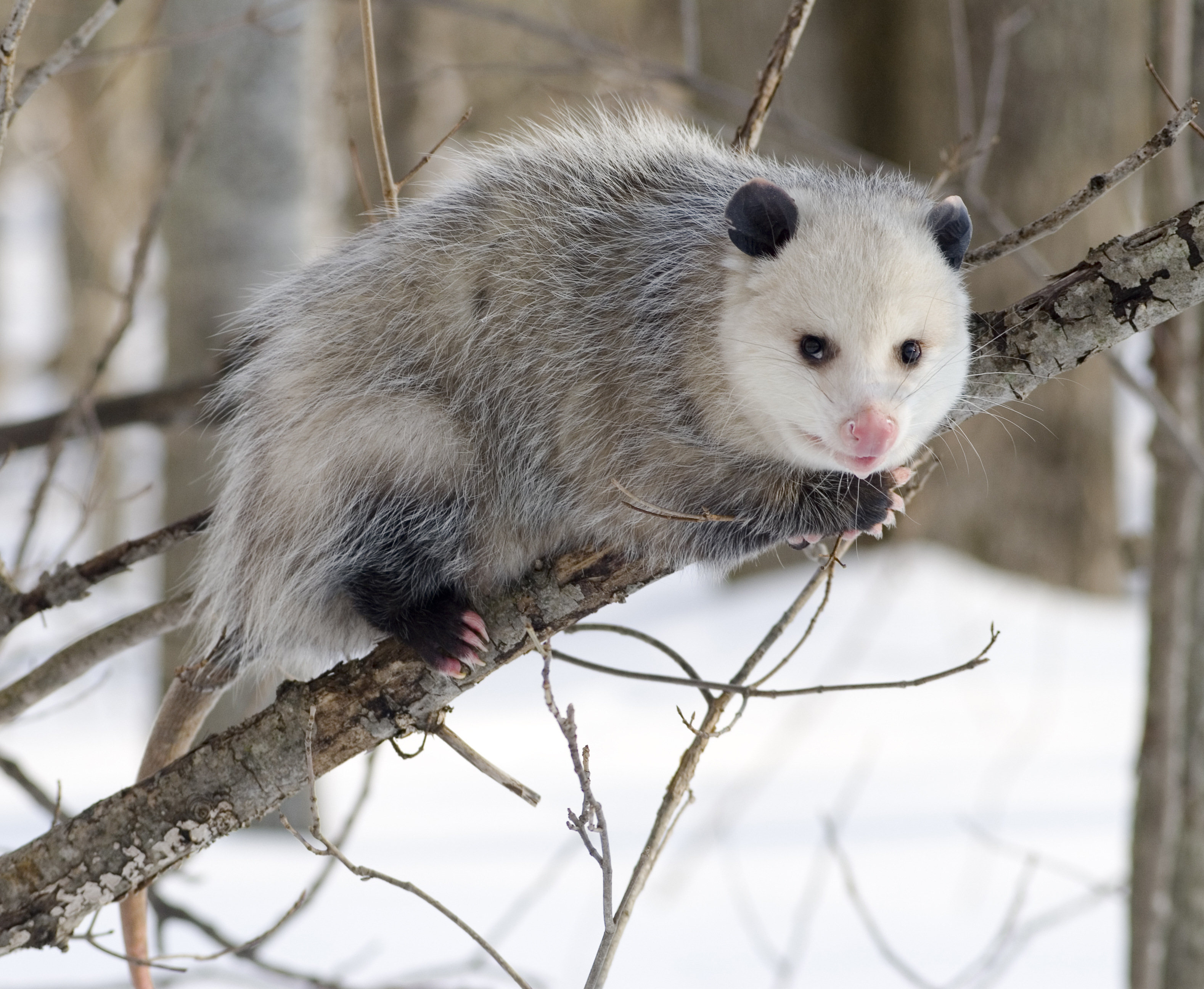
Didelphis virginiana
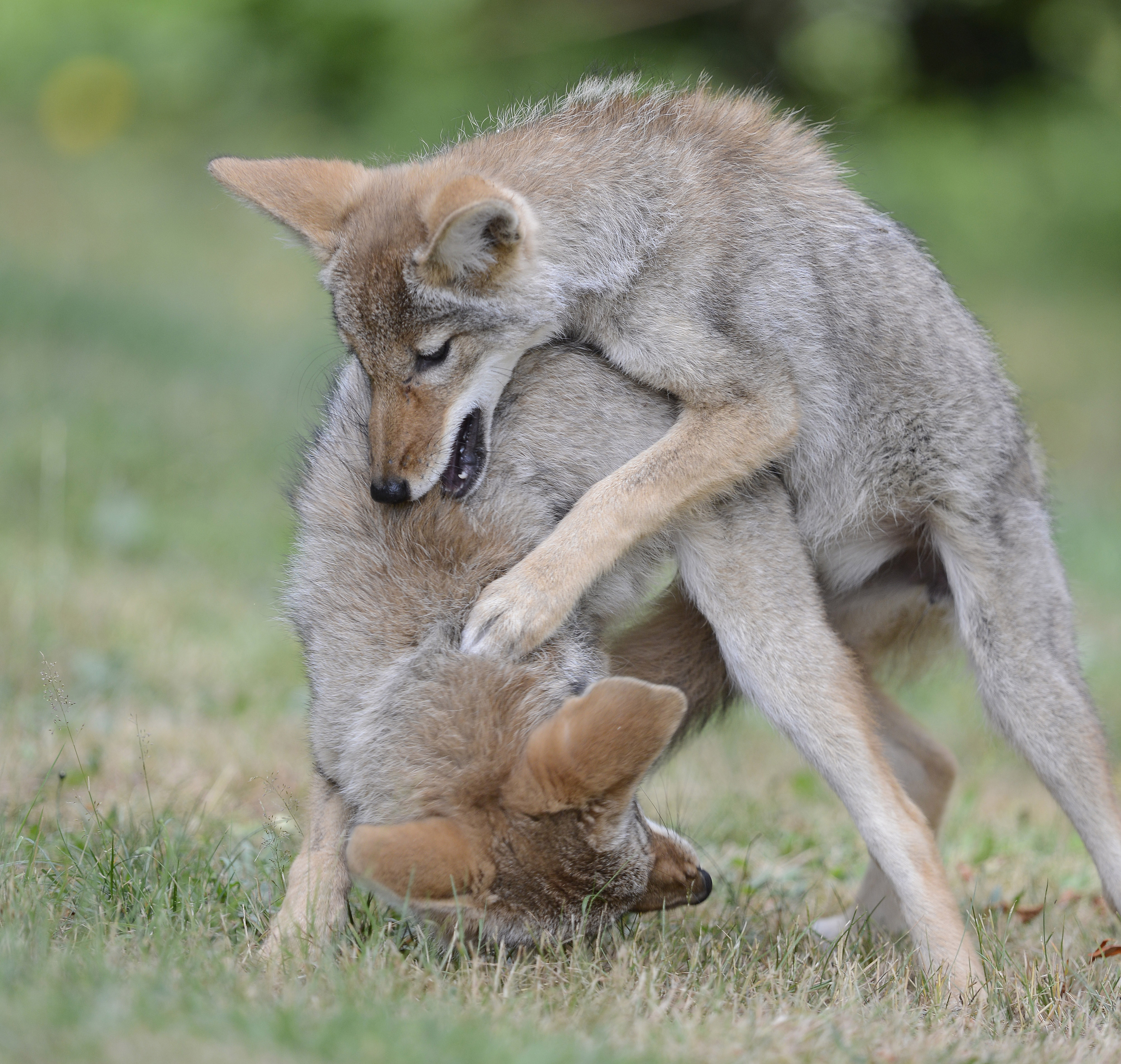
Canis latrans
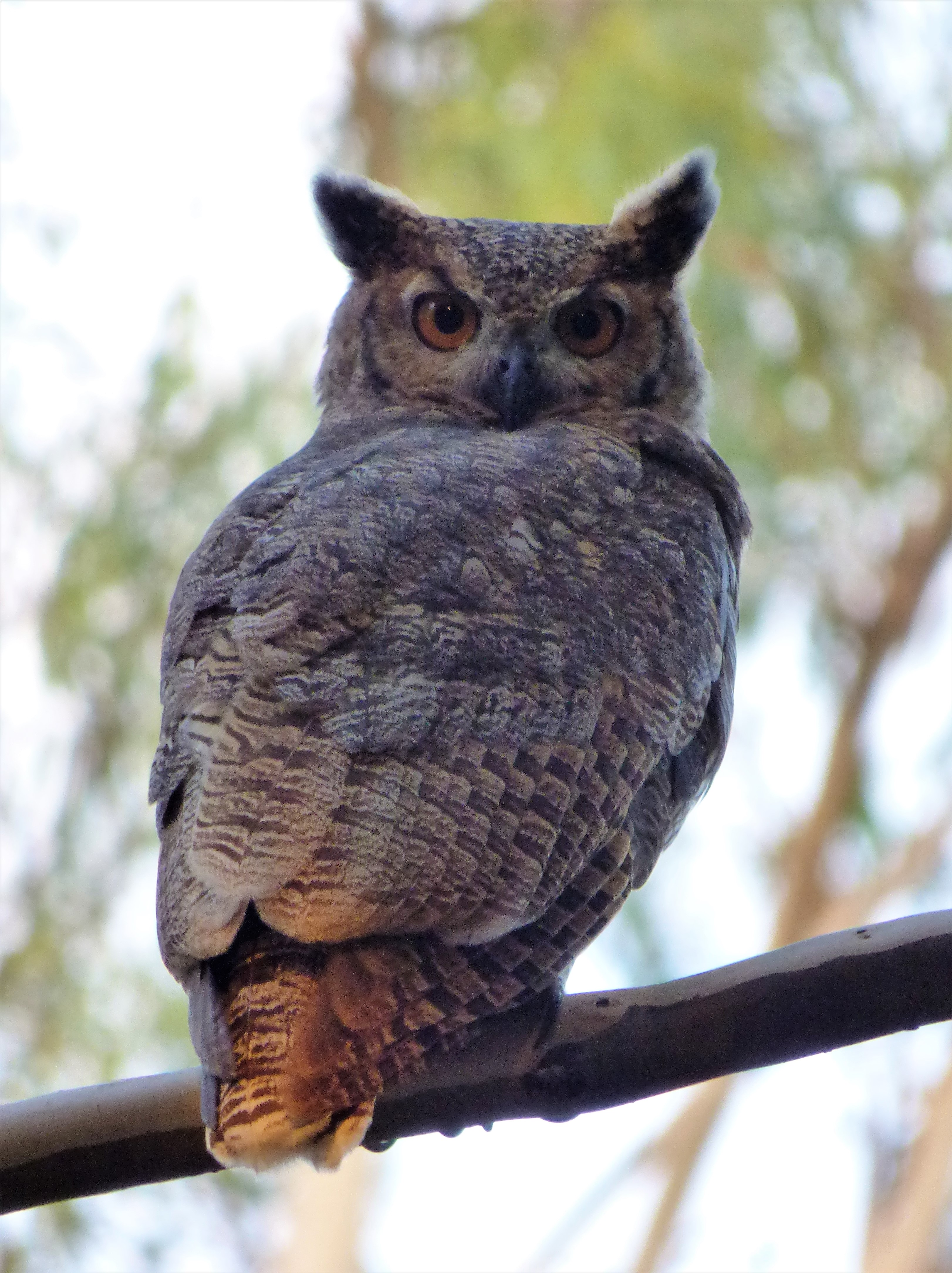
Bubo virginianus
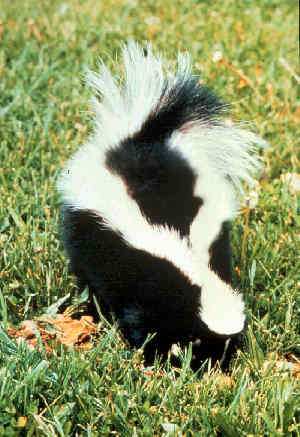
Mephitidae spp.
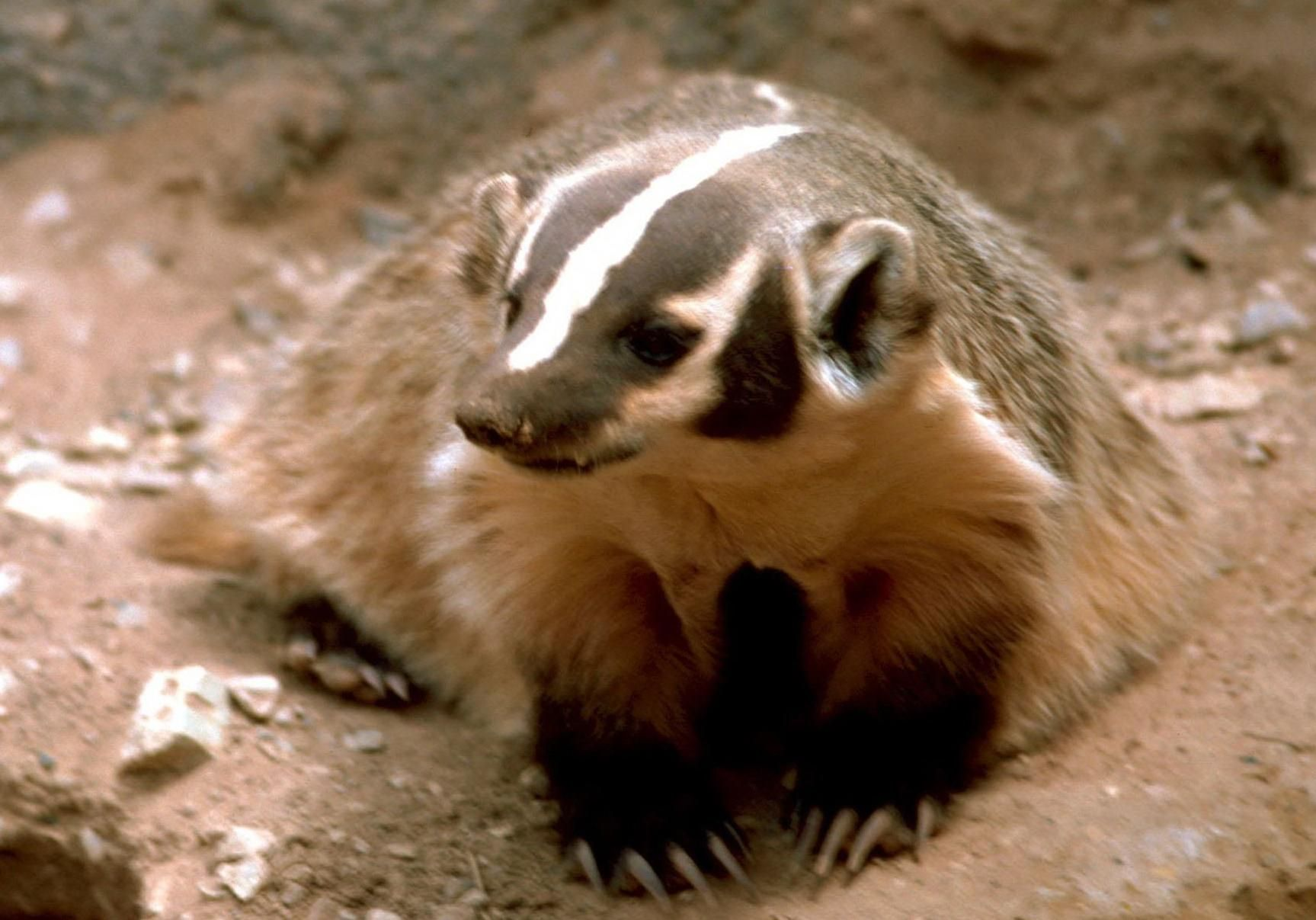
Taxidea taxus
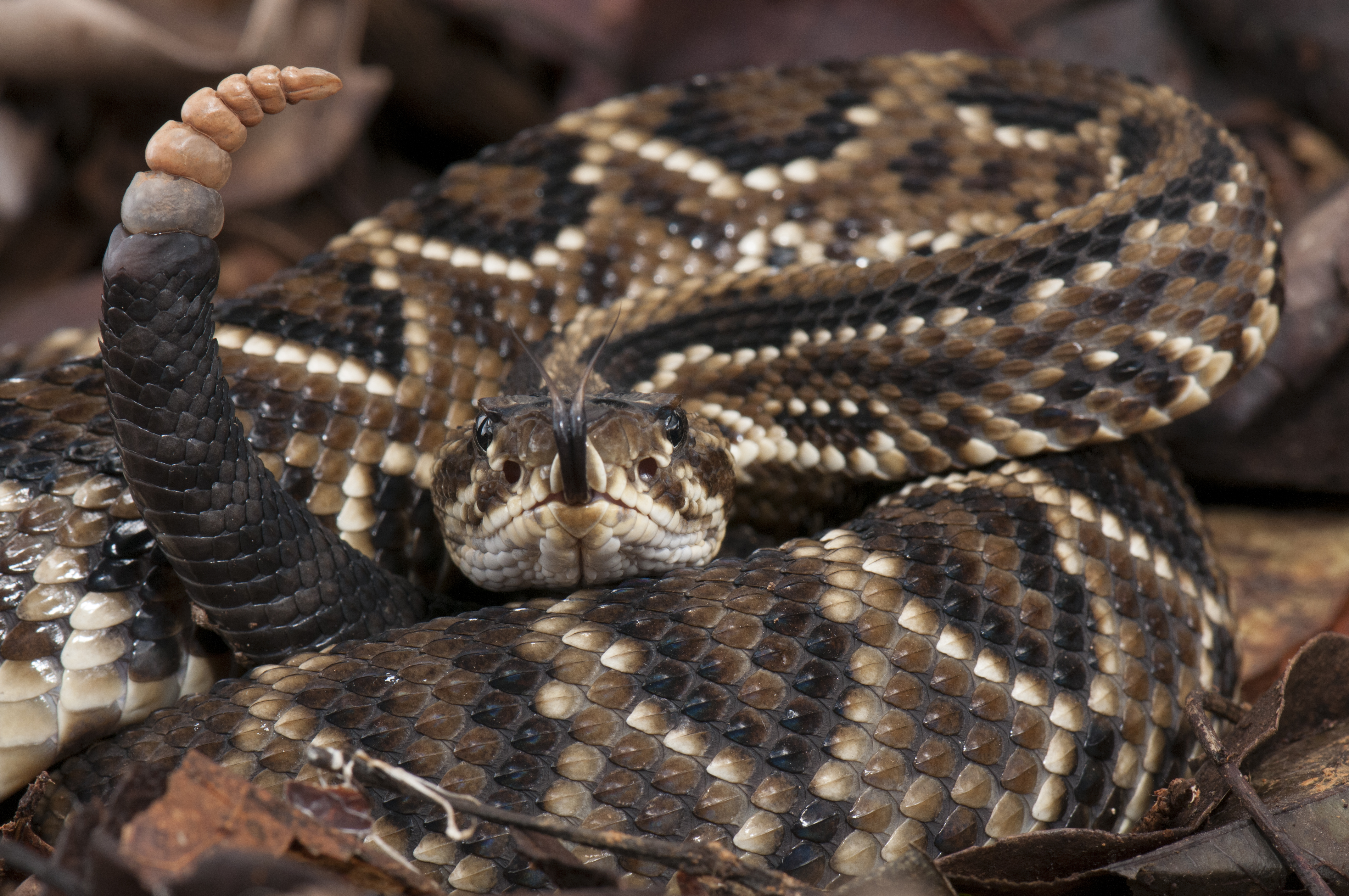
Crotalus durissus
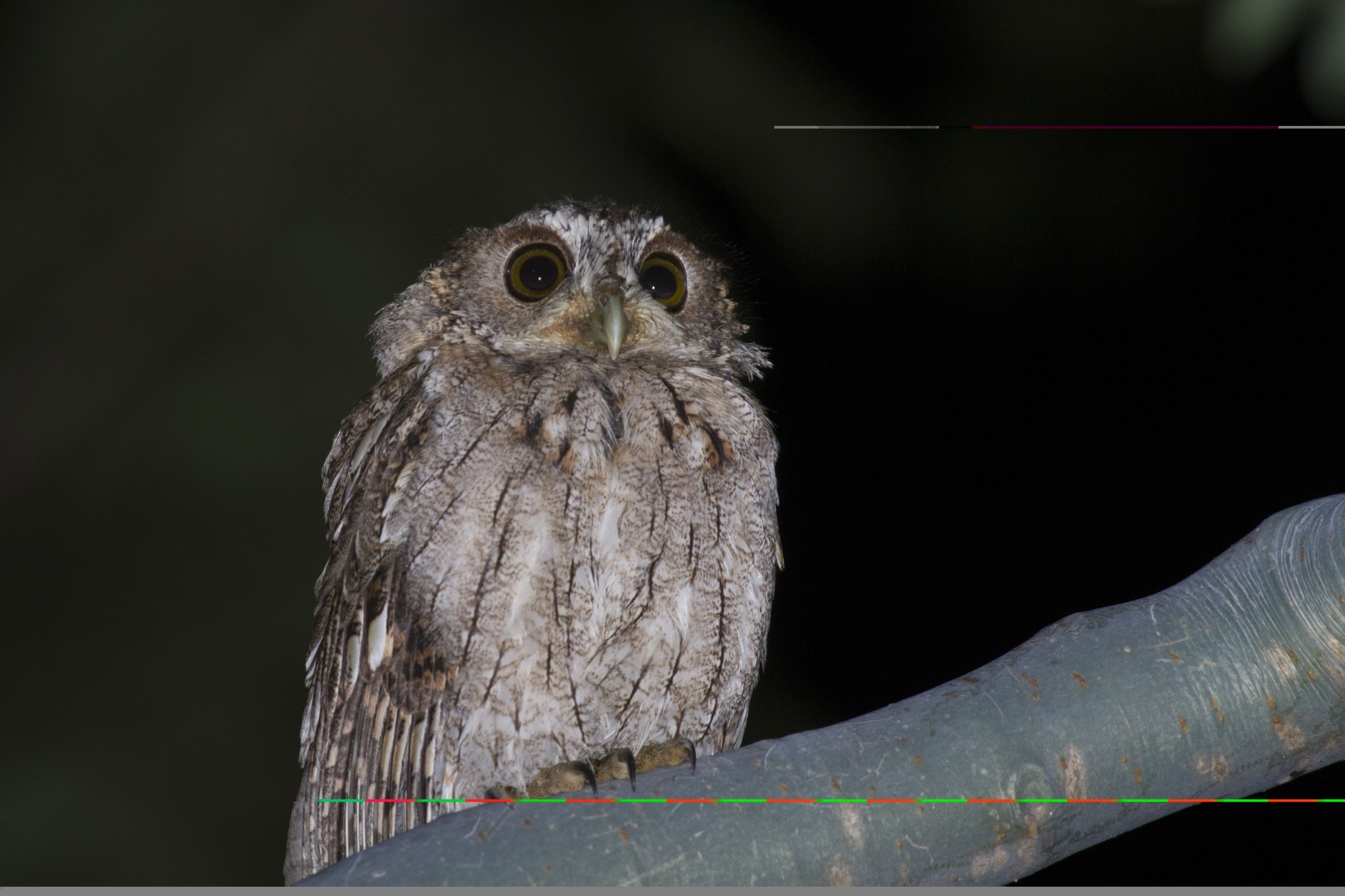
Megascops seductus
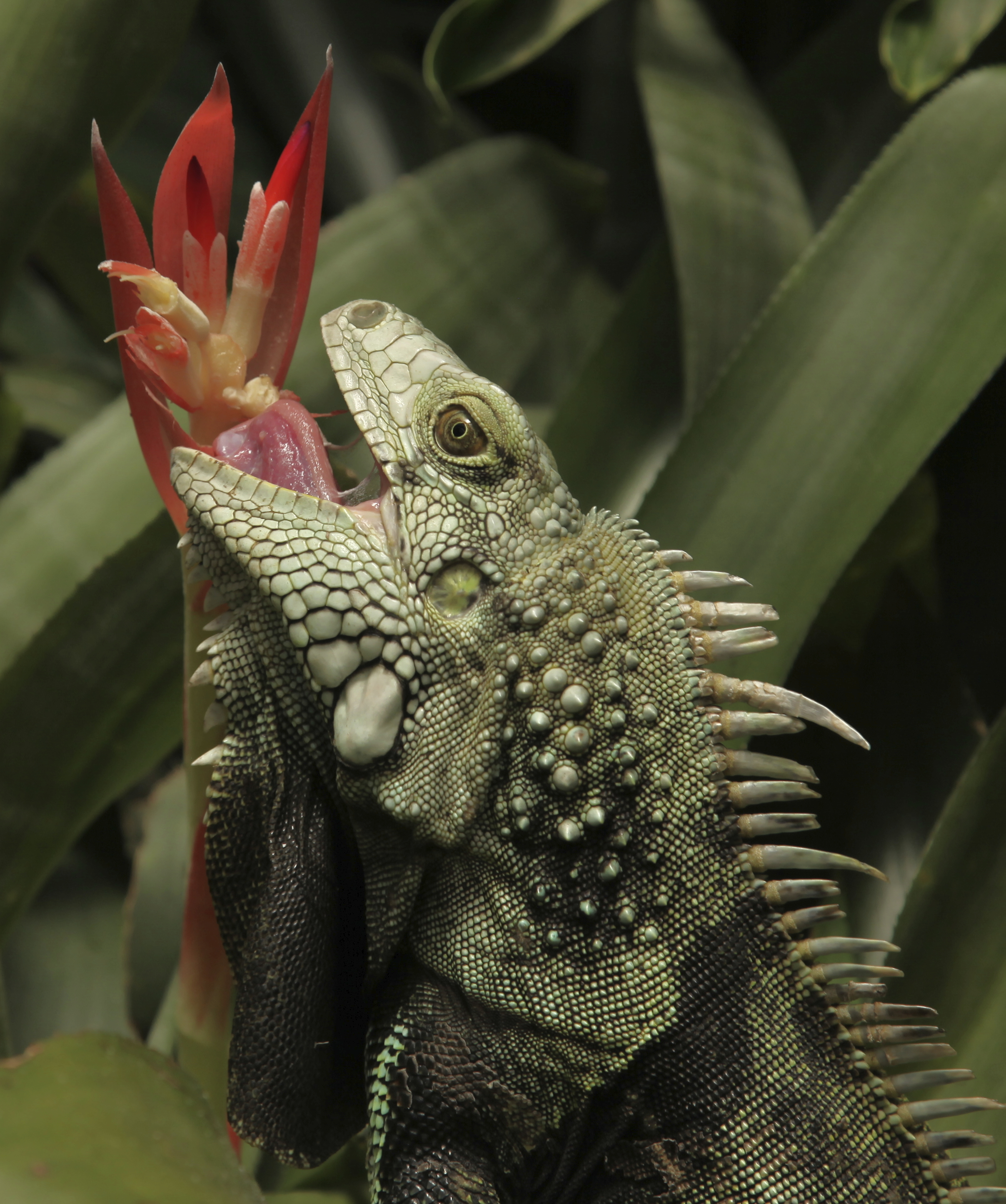
Iguana iguana
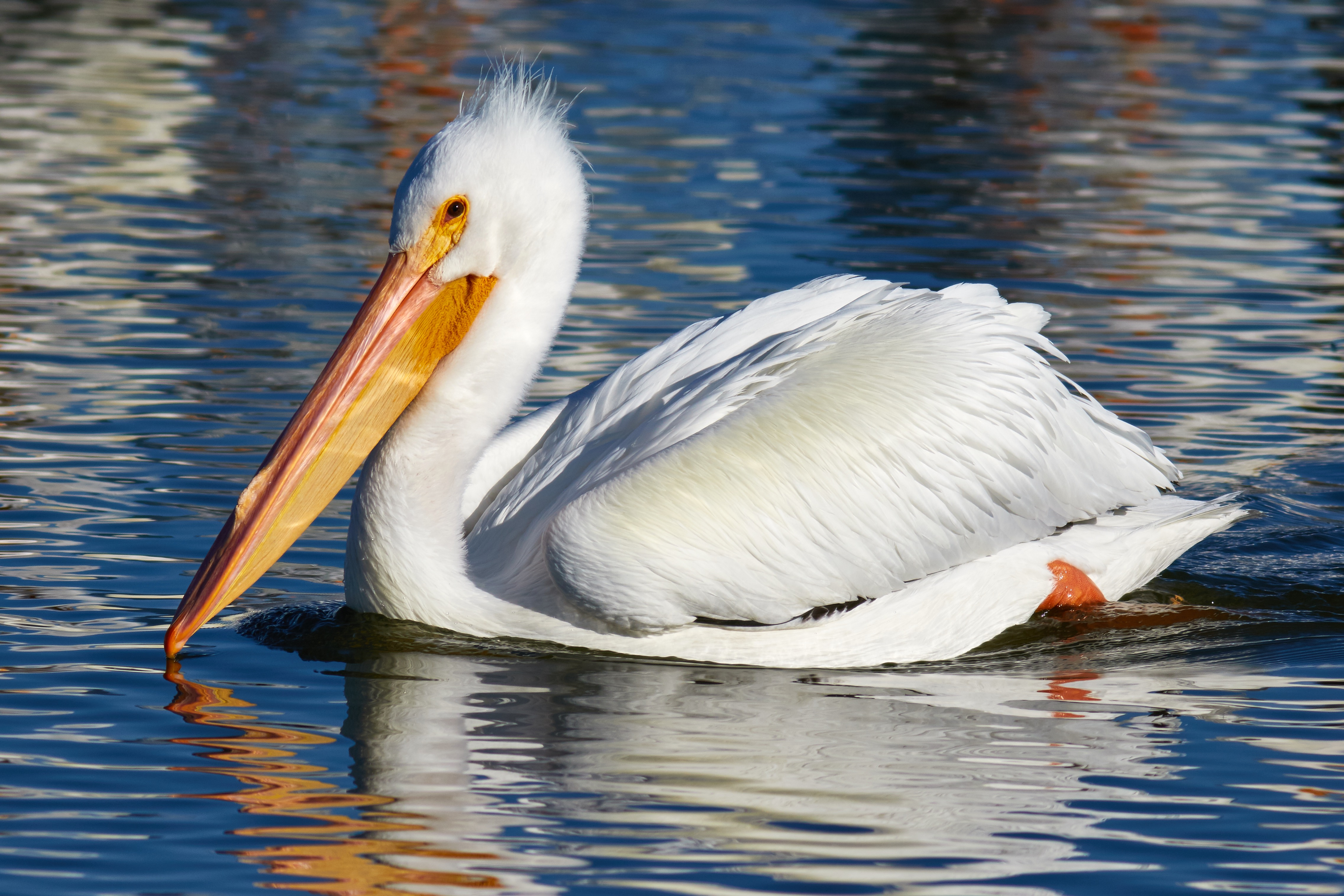
Pelecanus erythrorhynchos
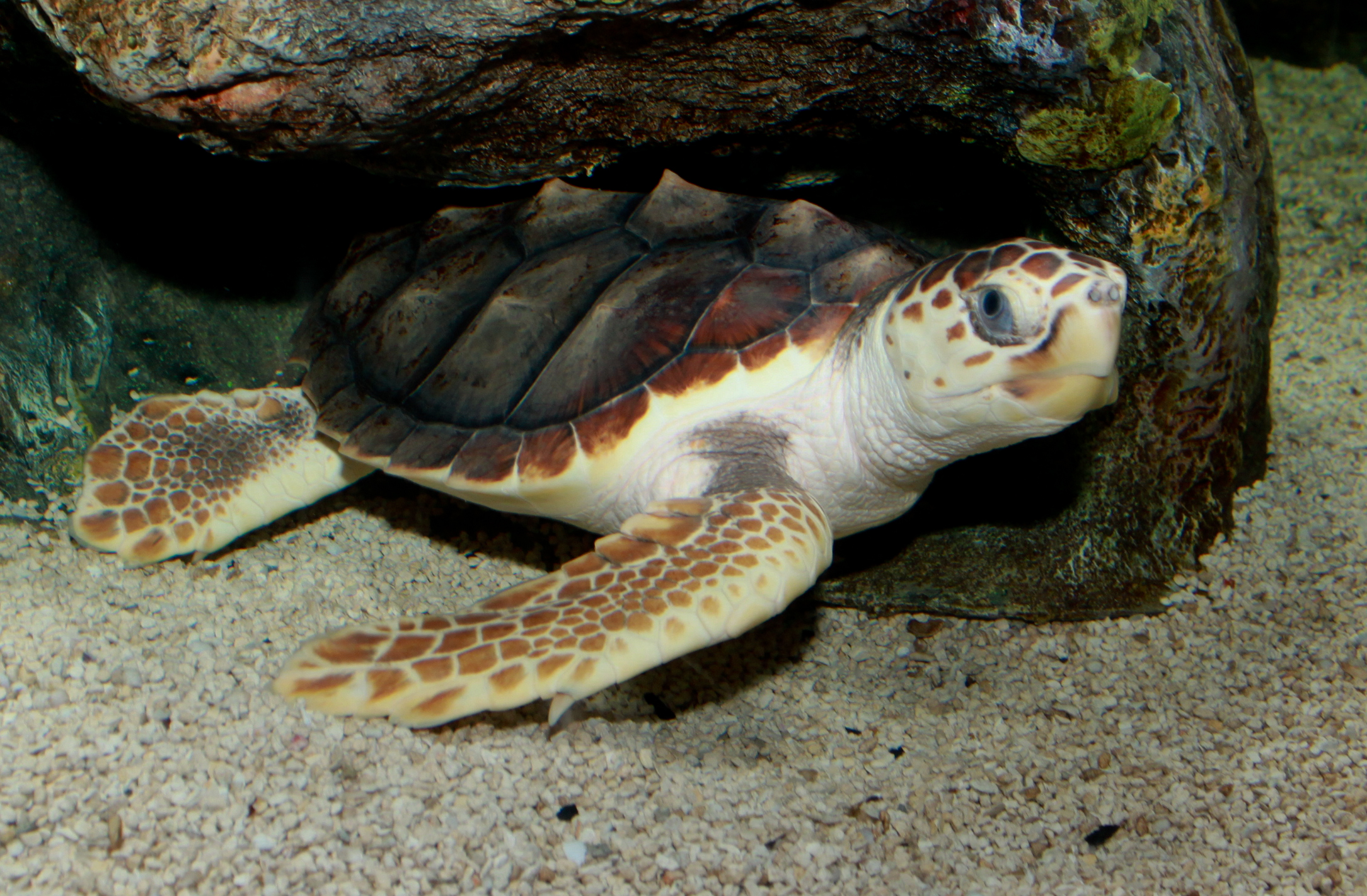
Caretta caretta
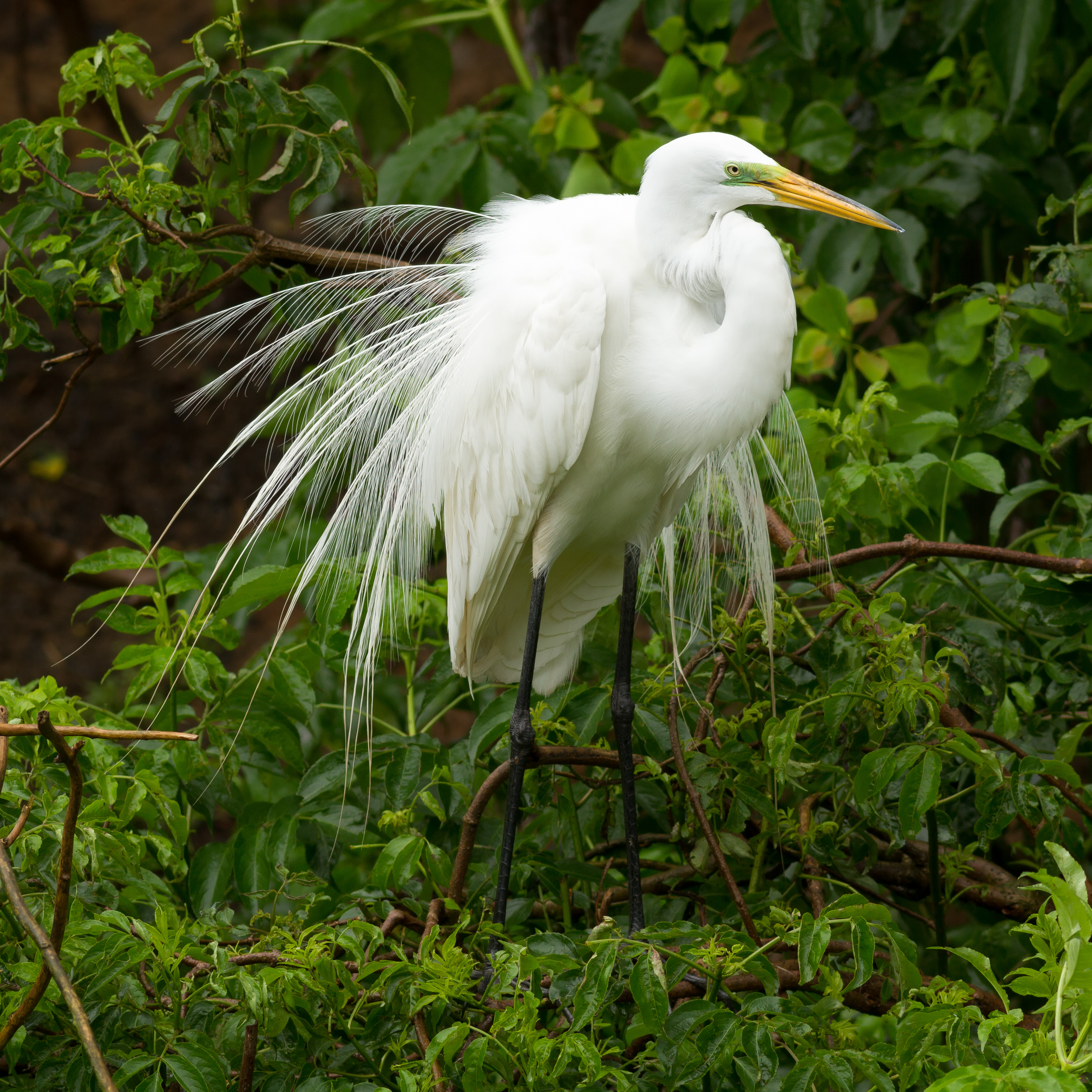
Ardea alba
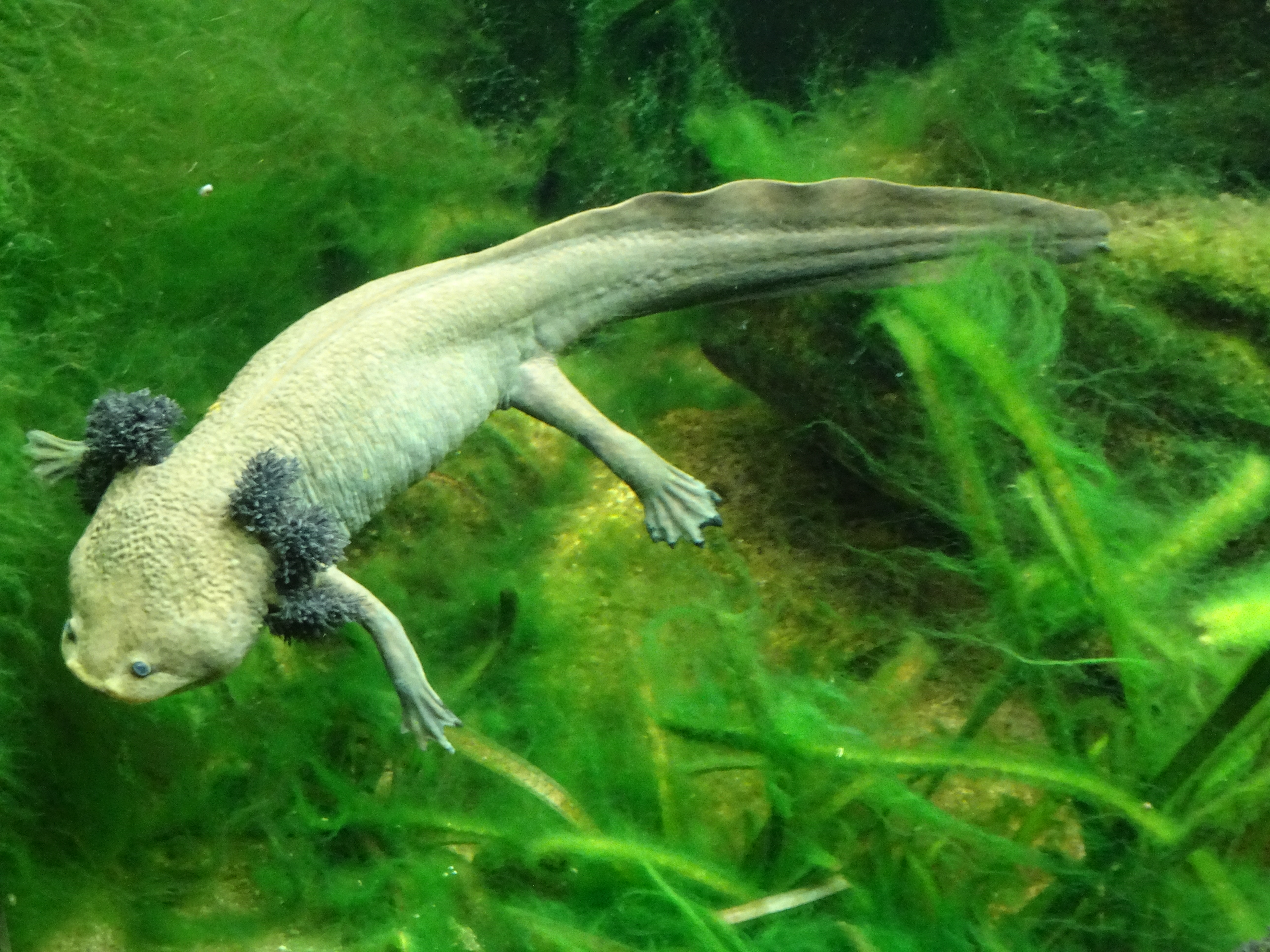
Ambystoma dumerilii

#### Ecorregiones

Ecorregiones en Michoacán
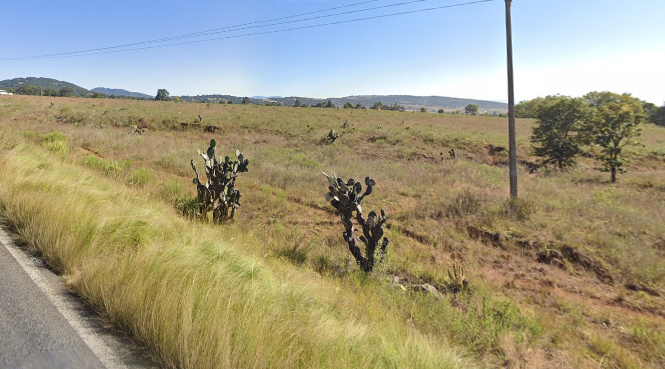
Matorral central mexicano, Epitacio Huerta
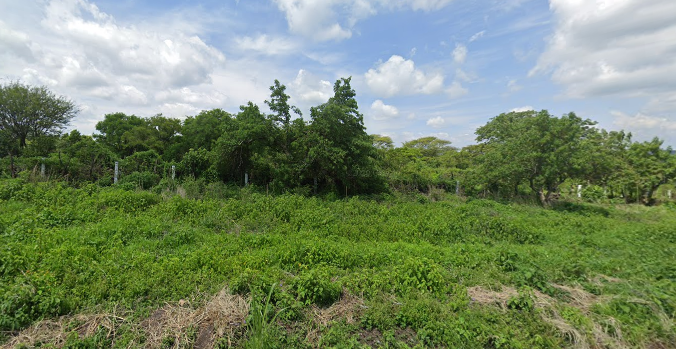
Bosques secos del Bajío, Chavinda
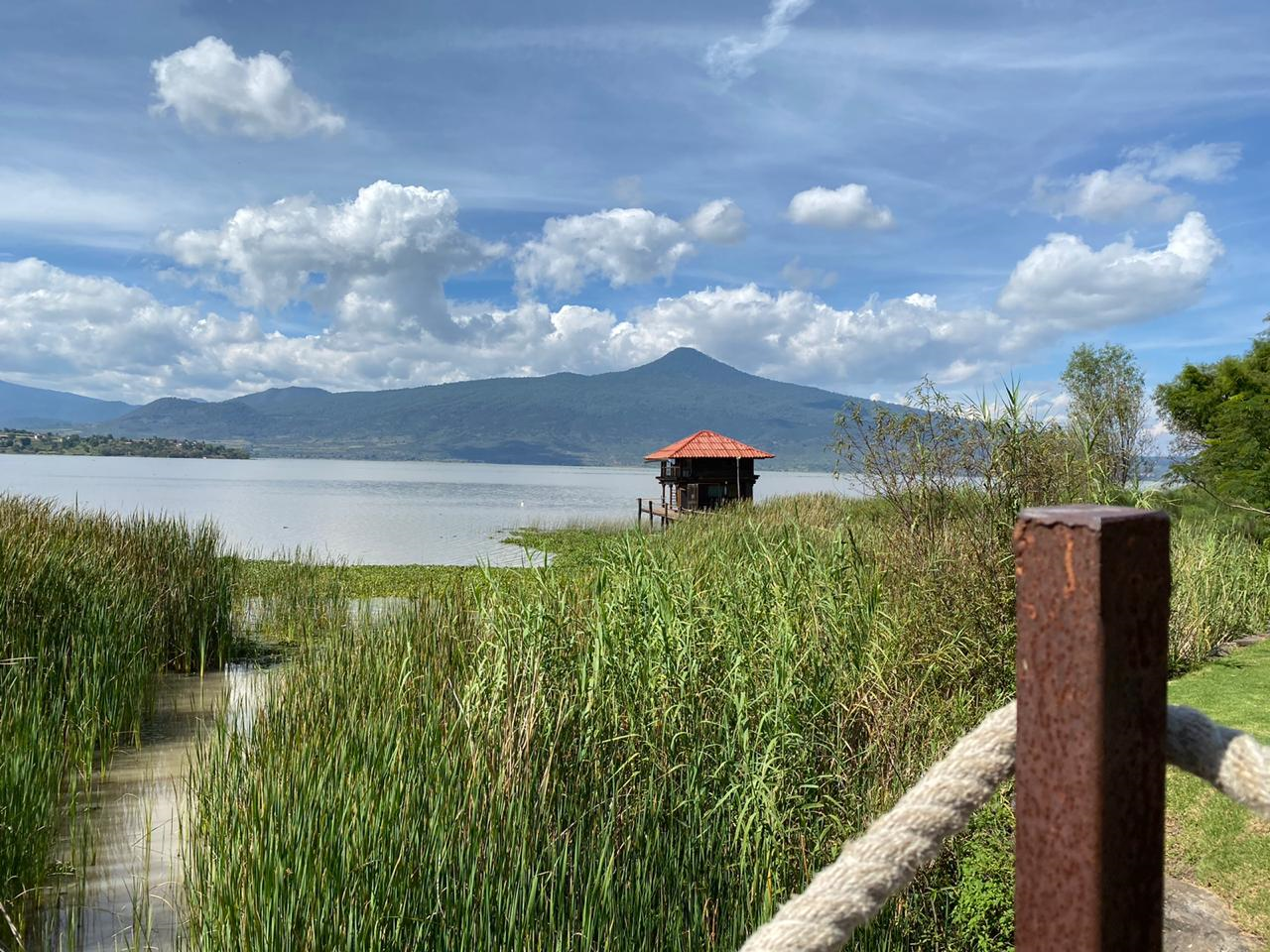
Humedales del centro de México, Lago de Pátzcuaro
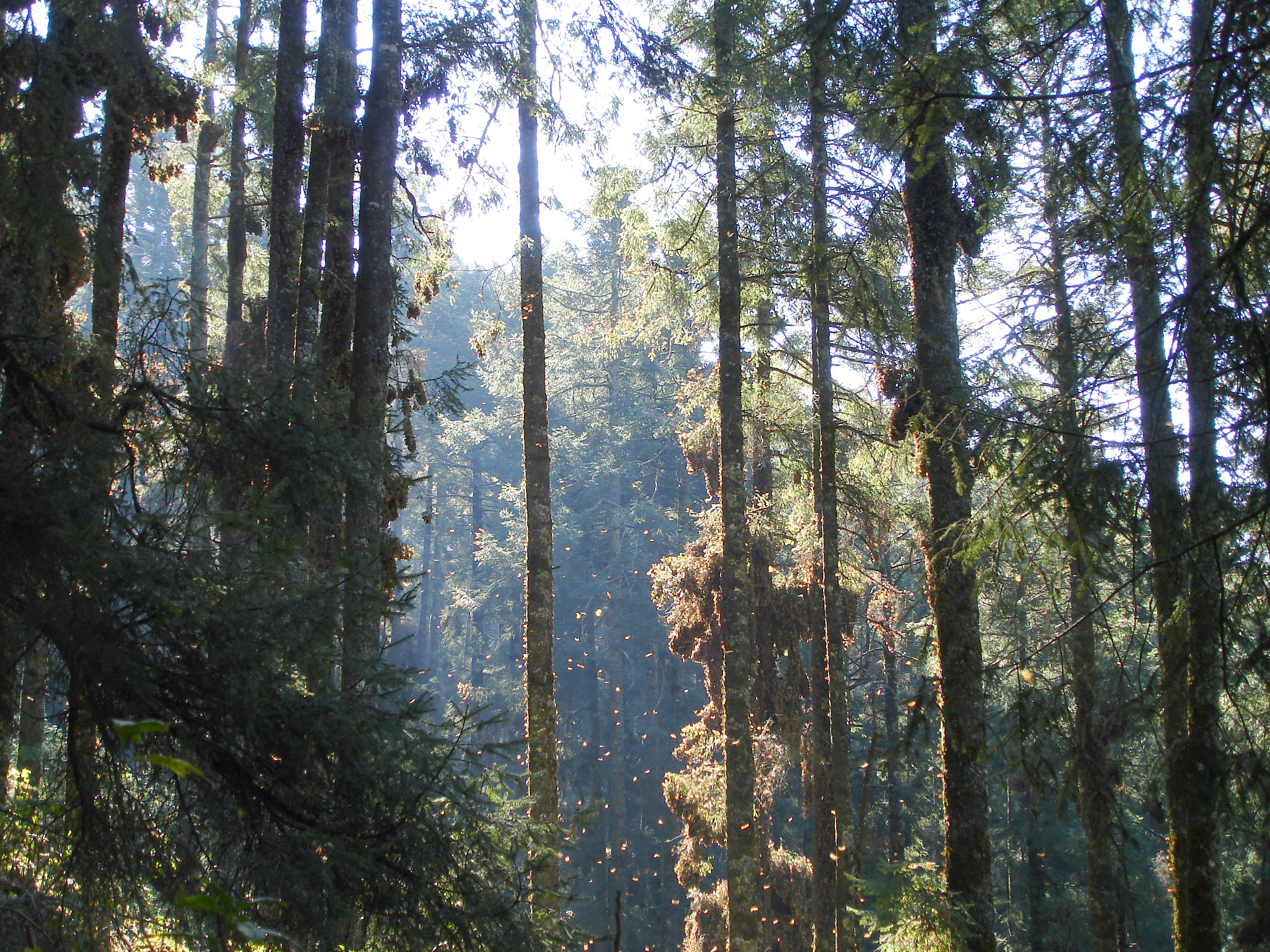
Bosques del Eje Neovolcánico, Reserva de la Biósfera de la Mariposa Monarca
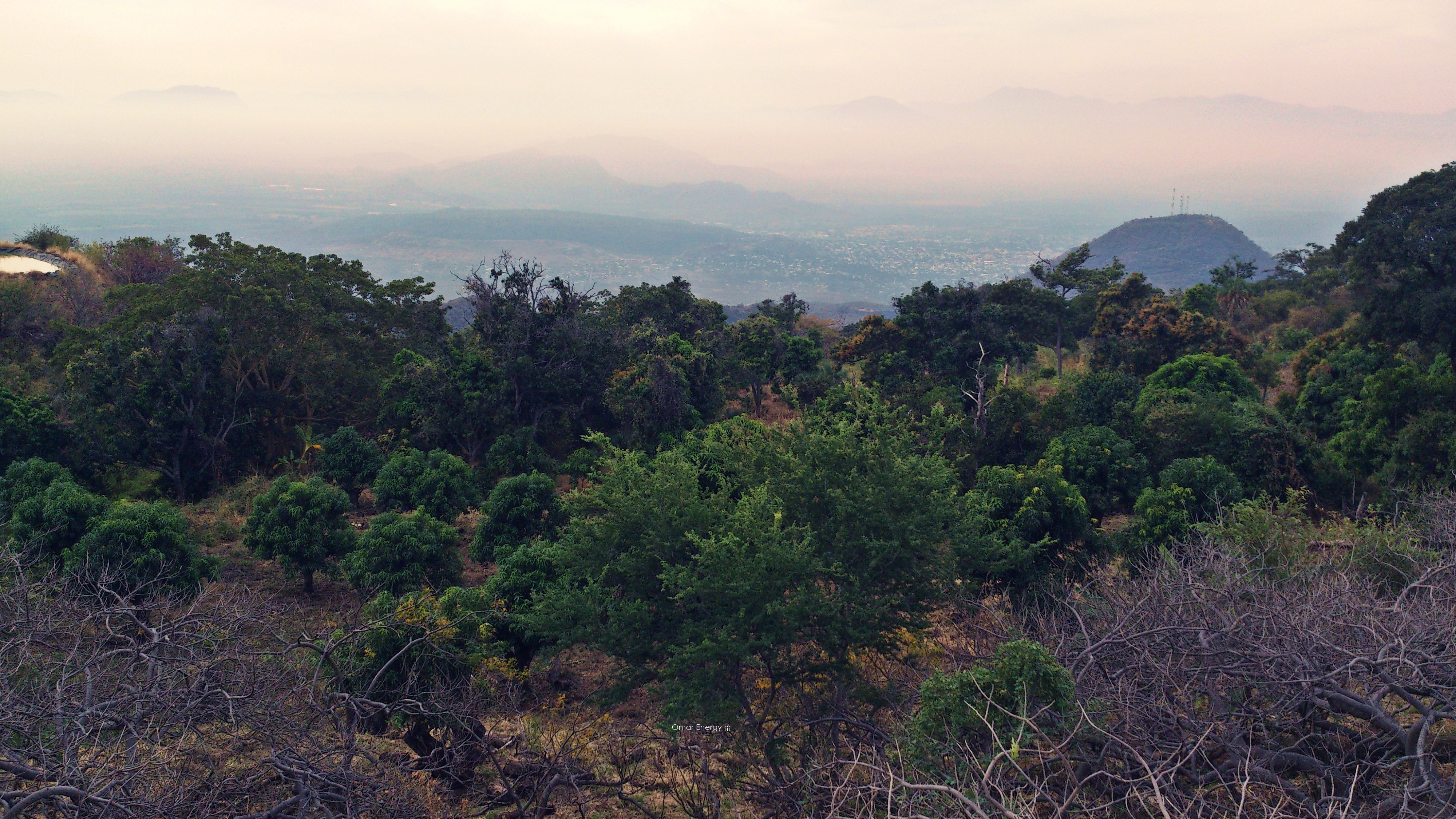
Bosques secos del Balsas, Apatzingán
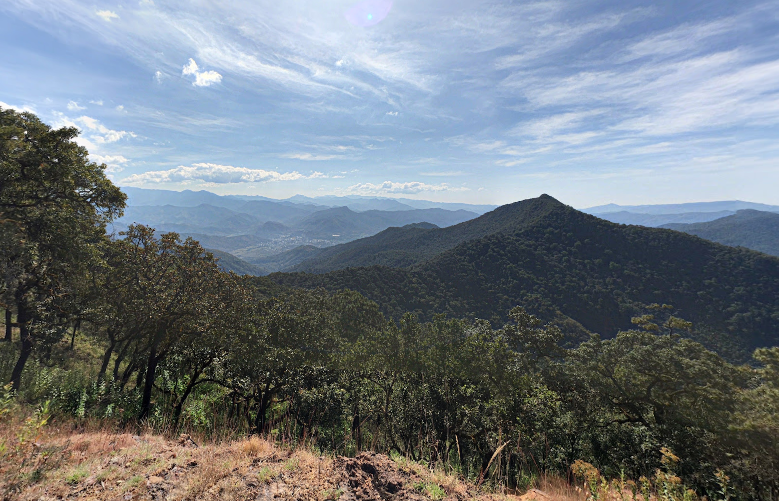
Bosque de pino-encino de la Sierra Madre del Sur, Coalcomán
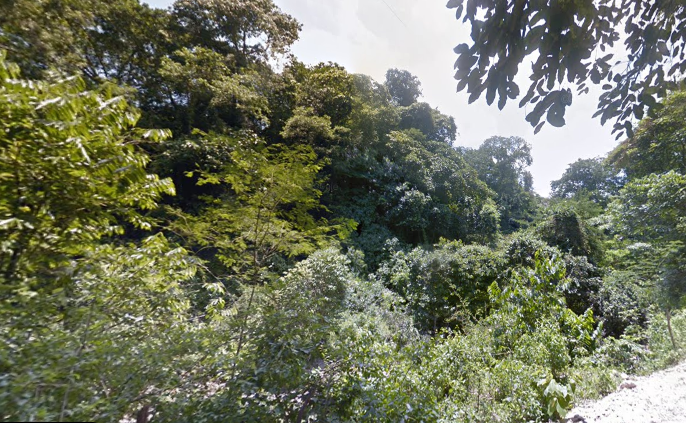
Bosques secos de Jalisco, Aquila
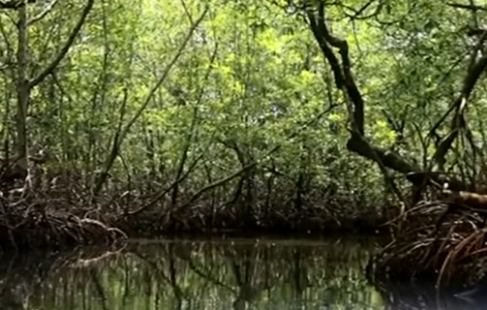
Manglares de la costa pacífica mexicana del sur

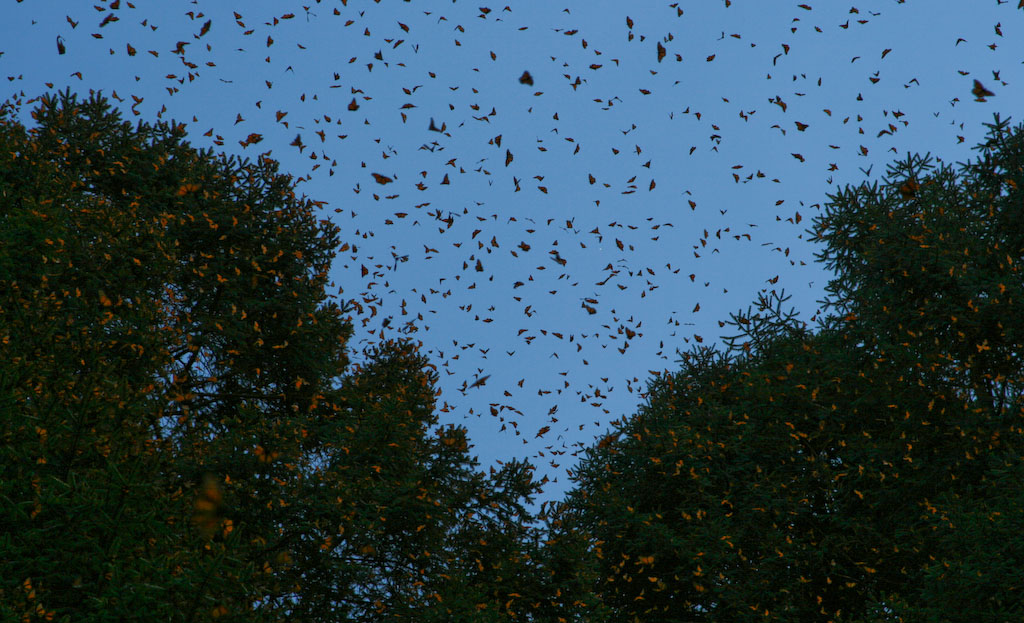
Reserva de la Biósfera de la Mariposa Monarca.

#### Áreas naturales protegidas
Las áreas naturales protegidas de competencia federal en Michoacán corresponden a tres Reservas de la biósfera (Mariposa Monarca, Zicuirán-Infiernillo, Pacífico Mexicano Profundo); seis Parques nacionales (Cerro de Garnica, Barranca del Cupatitzio, Insurgente José María Morelos, Bosencheve, Lago de Camécuaro, Rayón); un Área de protección de flora y fauna (Pico de Tancítaro); y dos Santuarios (playa de Maruata y Colola y playa Mexiquillo. Además de dos sitios Ramsar (Lago de Chapala y Humedales del Lago de Pátzcuaro). Todas ellas cubren un total de 331 655 hectáreas.
En cuanto, a las áreas naturales protegidas de competencia estatal, cuyos orígenes remontan a 1993, se contabilizaban unas 49 áreas al año 2019, que correspondían a 67 472,33 ha del territorio estatal.

### Cambio climático y antropogénico

#### Tendencia climática histórica
Endfield y O'Hara (1999) con el apoyo de diversas fuentes documentales, incluyendo una serie de investigaciones geomorfológicas, sedimentarias y paleolimnológicas, se dieron a la tarea de reconstruir los cambios medioambientales de las cuencas de Pátzcuaro, Cuitzeo y Zirahuén acaecidos en diferentes momentos de la historia. El objetivo principal de su estudio fue identificar los impactos ambientales posteriores a la Conquista.
Con base en la metodología empleada, no se encontró evidencia significativa que apunte a un efecto negativo para el ambiente michoacano a partir de la llegada de los españoles; en cambio, las pruebas sugieren que a su llegada se encontraron con un paisaje ya degradado. Posterior al contacto, la desintensificación del uso de la tierra, a raíz del colapso demográfico indígena, y el uso de estrategias conservadoras de la tierra con el ganado móvil, aseguraron el mantenimiento ecológico del paisaje. Si bien, se identificaron perturbaciones medioambientales con la acelerada deforestación para la construcción de nuevas ciudades. La Conquista, vista así, en vez de haber iniciado la degradación ambiental pudo haberla, en cambio, agudizado.
El caso es diferente para la cuenca de Zirahuén, pues incluso a principios de siglo XVII las condiciones de degradación ambiental habían sido mínimas; el carácter recreativo y religioso que la nobleza purépecha le atribuyó a su uso fue la razón que protegió el paisaje. Sin embargo, no fue hasta el siglo XVIII que la explosión demográfica y la monopolización de recursos tuvieran el efecto de degradar aún más determinadas extensiones de tierra posiblemente ya degradadas.
Misma condición se presentó en las otras cuencas a partir del siglo XVIII, puesto que la monopolización de los recursos, una sequía climática progresiva y la expansión demográfica fueron los factores que condujeron a la explotación de una tierra previamente ya degradada. La élite colonial, al hacer uso de las mejores tierras marginó a los pueblos indígenas hacia zonas con mayor sensibilidad ambiental, lo que originó una mayor inestabilidad en el paisaje, situación que repercutió negativamente a las poblaciones nativas, al usurparles rotundamente el acceso a los recursos naturales.

#### Degradación del suelo
Al año de 2019, el 56.26 % de la superficie de Michoacán presentaba algún tipo de degradación, predominantemente con un grado ligero de este. Entre los tipos de degradación destacan la erosión hídrica con pérdida del suelo superficial (27.78 % del territorio) y con deformación del terreno (0.99 %); degradación química por declinación de la fertilidad y reducción del contenido de materia orgánica (25.24 %) y por salinización-alcalinización (1.14 %); además de degradación por erosión eólica con pérdida de suelo superficial (0.46 %) y degradación física por compactación (0.34 % del estado) y por pérdida de la función productiva (0.31 %).
El estado presentó un índice de antropización de la cobertura vegetal (IACV) de 0.44, lo que sugiere que el 50 % de su superficie presenta modificaciones humanas en la cobertura vegetal.

## Geografía humana

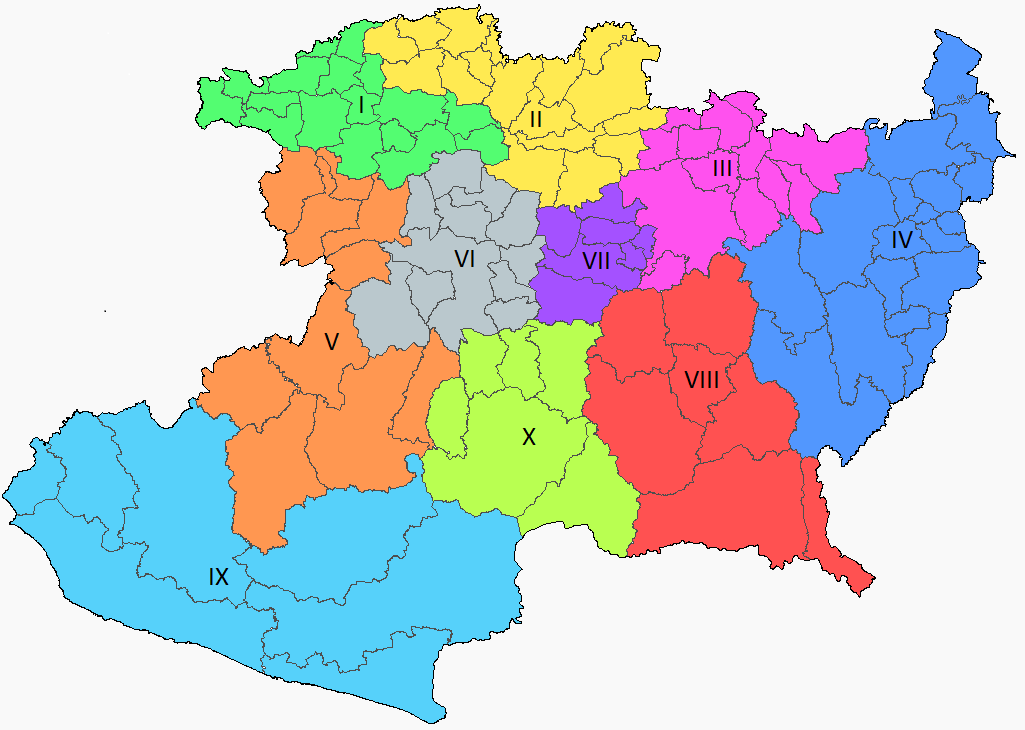
Regiones socioeconómicas de Michoacán.

La población del estado de Michoacán, de acuerdo con el censo de 2020, es de 4 748 846 hab., lo que determina una densidad de 81.07 hab./km². 
Como atractivo foco para el asentamiento humano que es, el Eje Neovolcánico, ya desde tiempos prehispánicos ha actuado como la principal zona de concentración demográfica del estado. Los microclimas templados húmedos, los suelos aluviales fértiles y los recursos lacustres de las cuencas cerradas de esta provincia fisiográfica, fueron factores clave que condujeron al establecimiento. Durante el siglo XVI, los españoles se asentaron en las mismas cuencas lacustres al poder valerse de los sistemas de producción de alimentos existentes, de las redes comerciales y de la infraestructura prehispánica, pero, ante todo, de una mayor recaudación de tributos propiciada por la densidad poblacional.
En 2020 el 71,10 % de los habitantes residían en zonas urbanas, mientras que el 28,89 % de la población habitaba en localidades rurales. La Zona metropolitana de la capital, Morelia, concentró en 2020 alrededor de un quinto de la población (988 704 hab.) por lo que es la zona más poblada en la entidad. En cambio, el municipio de Uruapan ocupó el segundo lugar, con 356 786 habitantes. El tercero y cuarto lugar se encuentran la Zona metropolitana de Zamora (273 641 hab.) y la Zona metropolitana de La Piedad-Pénjamo (261 450 hab.).

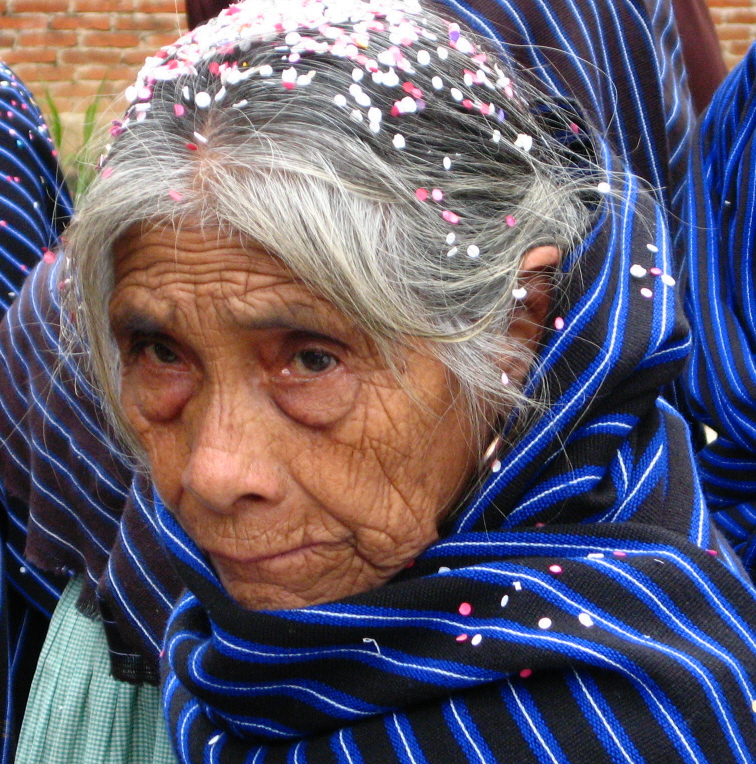
Indígena purépecha de Charapan. En la mayoría de las comunidades de biorregión purépecha se presenta un alto grado de pobreza y marginación.

La entidad está dividida en diez regiones socioeconómicas donde se agrupan los 113 municipios: Lerma-Chapala (619 450 hab.), Bajío (452 673 hab.), Cuitzeo (1 173 150 hab.), Oriente (632 511 hab.), Tepalcatepec (393 170 hab.), Purépecha (608 476 hab.), Pátzcuaro (220 840 hab.), Tierra Caliente (204 840 hab.), Costa (280 410 hab.) e Infiernillo (155 462 hab.).
El español es la lengua materna de la mayoría de la población y coexiste con diversas lenguas indígenas en el estado, habladas por el 3.4 % (154 943) de la población. Entre estas lenguas el purépecha es la que tiene mayor número de hablantes, con 128 620 habitantes en total, asentados principalmente en la Meseta Purépecha, la zona lacustre, la ciénega de Zacapu y la Cañada de los Once Pueblos (Chichota). Le sigue el náhuatl, con 12 022 hablantes en la Sierra-Costa, particularmente en el municipio de Aquila y con débil presencia en los municipios de Coalcomán, Chinicuila y Coahuayana. El mazahua es la tercera lengua con mayor número de hablantes en el estado, con 4525, entre los municipios de Zitácuaro y Susupuato. El cuarto idioma con mayor presencia es el mixteco, con 4304 hablantes en los municipios de Buenavista y Lázaro Cárdenas, aunque tiene presencia en todo el estado debido a la migración del pueblo mixteco a territorio michoacano —el mixteco es una lengua alóctona del estado—. Por último, la lengua otomí tiene también presencia en Michoacán, con 1493 habitantes que la poseen como lengua materna, específicamente en el municipio de Zitácuaro.
En cuanto a la población afromexicana o afrodescendiente, residen en Michoacán 73 424 (1,5 %) de este grupo étnico. En 2015, los municipios de Coahuayana, Nocupétaro, Carácuaro, Tangancícuaro y Turicato presentaron mayor presencia de afromexicanos o afrodescendientes cuyos ancestros fueron trasladados forzadamente de África a México durante el Virreinato de Nueva España.